# Identidade trigonométrica
Identidade trigonométrica é uma identidade que envolve funções trigonométricas, sendo, pois, verdadeira para todos os valores das variáveis envolvidas. Com efeito, ela é útil sempre que expressões que contêm expressões trigonométricas devam ser simplificadas, ou, doutra sorte, substituídas com o propósito de conseguir uma nova transformação, mais útil para dada aplicação. Uma importante aplicação, exemplo notável da técnica de substituição, é a integração de funções não-trigonométricas: um recurso comum envolve primeiro usar a integração por substituição com uma função trigonométrica e então simplificar a integral resultante com uma identidade trigonométrica.

## Notação

### Ângulos
Ângulos são entidades geométricas definidas em geometria euclidiana plana ou tridimensional, podendo ser estendidos para geometrias não-euclidianas. Um ângulo, plano ou não, é caracterizado por sua abertura, e essa abertura pode ser medida.

Embora sejam entidades distintas, sob o rigor lógico-matemático, costuma-se, por simplicidade de nomenclatura e notação (e de sentenças pertinentes), empregar o termo "ângulo" por "medida de ângulo", sempre que não houver comprometimento de ideias.

É usual utilizar letras gregas como alfa (α), beta (β), theta (θ) e phi (φ), ou letras latinas iniciais, como "a", "b", "c" etc., ou medianas ("m", "n", "p" etc.), para representar medidas de ângulos, que sejam conhecidos por generalidade e por princípio (a priori).

Contudo, quando expressões matemáticas, que são sentenças lógico-matemáticas, envolverem medidas de ângulo como quantidades variáveis (variáveis matemáticas), devem-se preferir "x", "y", "z" etc., conforme convenção para variáveis.

Assim, ao se escreverem expressões que representam relações, funções, igualdades, identidades ou equações com um ou mais argumento variável, os símbolos convencionais adequados a essa aplicação ("x", "y", "z" etc.) devem-se utilizar.

Várias unidades de ângulo são largamente utilizadas, incluindo grau, radiano e grado, além de reto, correspondente à medida de um ângulo reto:
- 1 volta completa  = 360 graus = 2{\displaystyle \pi } radianos  =  400 grados  =  4 retos.

A tabela a seguir mostra as conversões para alguns ângulos comuns:
| Graus    | 30°                               | 60°                               | 120°                               | 150°                               | 210°                               | 240°                               | 300°                               | 330°                                |
| Radianos | {\displaystyle {\frac {\pi }{6}}} | {\displaystyle {\frac {\pi }{3}}} | {\displaystyle {\frac {2\pi }{3}}} | {\displaystyle {\frac {5\pi }{6}}} | {\displaystyle {\frac {7\pi }{6}}} | {\displaystyle {\frac {4\pi }{3}}} | {\displaystyle {\frac {5\pi }{3}}} | {\displaystyle {\frac {11\pi }{6}}} |
| Grados   | 33⅓ grados                        | 66⅔ grados                        | 133⅓ grados                        | 166⅔ grados                        | 233⅓ grados                        | 266⅔ grados                        | 333⅓ grados                        | 366⅔ grados                         |
|          |                                   |                                   |                                    |                                    |                                    |                                    |                                    |                                     |
| Graus    | 45°                               | 90°                               | 135°                               | 180°                               | 225°                               | 270°                               | 315°                               | 360°                                |
| Radianos | {\displaystyle {\frac {\pi }{4}}} | {\displaystyle {\frac {\pi }{2}}} | {\displaystyle {\frac {3\pi }{4}}} | {\displaystyle \pi }               | {\displaystyle {\frac {5\pi }{4}}} | {\displaystyle {\frac {3\pi }{2}}} | {\displaystyle {\frac {7\pi }{4}}} | {\displaystyle 2\pi }               |
| Grados   | 50 grados                         | 100 grados                        | 150 grados                         | 200 grados                         | 250 grados                         | 300 grados                         | 350 grados                         | 400 grados                          |

### Funções trigonométricas
As funções trigonométricas básicas são o seno e o cosseno de um ângulo, justamente porque se pode escrever qualquer outra função trigonométrica a partir das funções seno e cosseno. A notação utilizada para essas funções é  {\displaystyle \operatorname {sen} \left(\theta \right)} e {\displaystyle \cos \left(\theta \right)}, respectivamente, onde {\displaystyle \theta } é o ângulo. Todavia as parênteses podem ser omitidas, ficando da seguinte forma: {\displaystyle \operatorname {sen} \theta } e{\displaystyle \cos \theta }.
A função tangente (escreve-se "{\displaystyle {\text{tan}}\ \theta }" ou "{\displaystyle {\text{tg}}\ \theta }" ) de um ângulo é a razão entre seno e o cosseno do mesmo ângulo:
{\displaystyle \tan \theta ={\frac {\operatorname {sen} \theta }{\cos \theta }}}.
Finalmente, as funções trigonométricas de razão recíproca, secante ({\displaystyle \sec }), cossecante ({\displaystyle \csc }) e cotangente ({\displaystyle \cot }), das funções cosseno, seno e tangente, respectivamente:

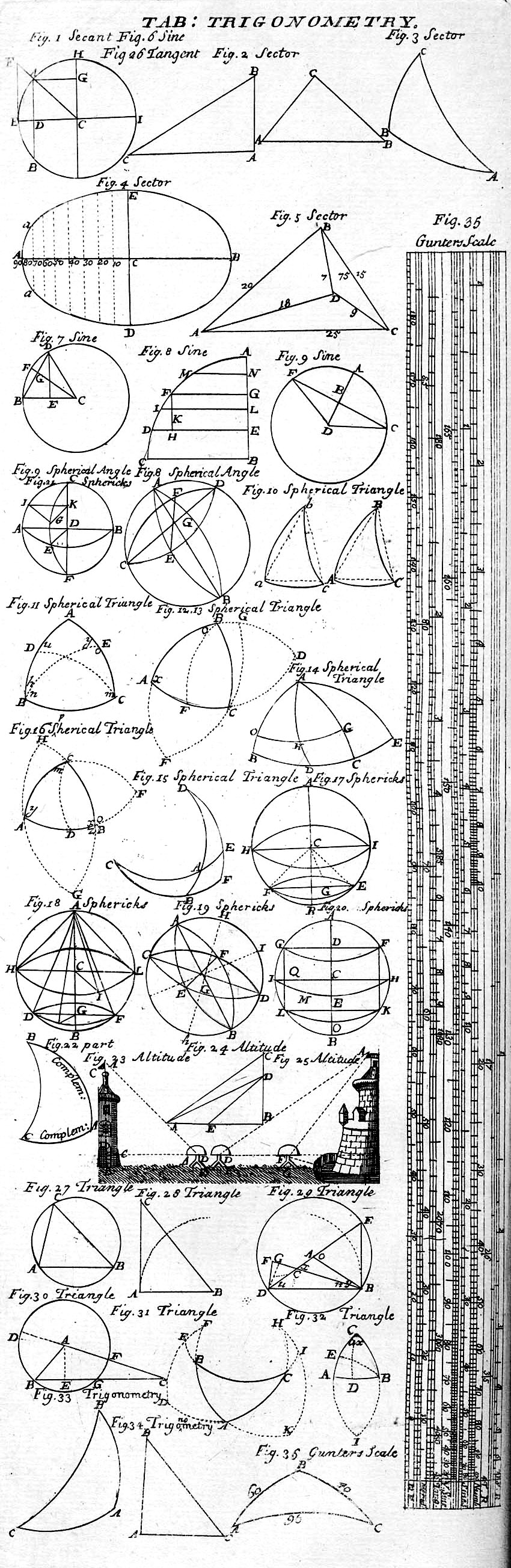
Tabela de Trigonometria da Cyclopaedia (1728)

- {\displaystyle \cot \theta ={\frac {1}{\tan \theta }}={\frac {\cos \theta }{\operatorname {sen} \theta }}};
- {\displaystyle \sec \theta ={\frac {1}{\cos \theta }}};
- {\displaystyle \csc \theta ={\frac {1}{\operatorname {sen} \theta }}}.

## Funções inversas
As funções trigonométricas inversas são funções inversas parciais. Por exemplo a função inversa de seno é a função arco seno, denotada por {\displaystyle {\text{arcsen}}} ou por {\displaystyle \operatorname {sen} ^{-1}}  (essa ultima notação é pouco utilizada, pois costuma gerar confusão entre a função arcoseno e cossecante). Essas funções são utilizadas quando temos uma relação trigonométrica conhecida e deseja-se descobrir o ângulo que resulta em tal relação.
Por exemplo: sabendo-se que o {\displaystyle \operatorname {sen} 60^{\circ }=\operatorname {sen} \left({\frac {\pi }{3}}\right)={\frac {\sqrt {3}}{2}}}, podemos dizer que {\displaystyle {\text{arcsen}}\left({\frac {\sqrt {3}}{2}}\right)={\frac {\pi }{3}}}.
Assim observa-se que, para essas funções, deve valer:{\displaystyle \operatorname {sen}(\operatorname {arcsen} )=x\quad {\text{para}}\quad |x|\leq 1}e{\displaystyle \operatorname {arcsen} (\operatorname {sen} x)=x\quad {\text{para}}\quad |x|\leq \pi /2}A tabela a seguir mostra as funções trigonométricas e suas respectivas inversas:
| Função Trigonométrica | Seno                                 | Cosseno                         | Tangente                        | Secante                                 | Cossecante                      | Cotangente                      |
| --------------------- | ------------------------------------ | ------------------------------- | ------------------------------- | --------------------------------------- | ------------------------------- | ------------------------------- |
| Notação               | {\displaystyle \operatorname {sen} } | {\displaystyle \cos }           | {\displaystyle \tan }           | {\displaystyle \sec }                   | {\displaystyle \csc }           | {\displaystyle \cot }           |
| Função Inversa        | Arco seno                            | Arco cosseno                    | Arco tangente                   | Arco secante                            | Arco cossecante                 | Arco cotangente                 |
| Notação               | {\displaystyle {\text{arcsen}}}      | {\displaystyle {\text{arccos}}} | {\displaystyle {\text{arctan}}} | {\displaystyle \operatorname {arcsec} } | {\displaystyle {\text{arccsc}}} | {\displaystyle {\text{arccot}}} |

## Identidades pitagóricas
Existem diversas relações entre as funções trigonométricas. Essas relações são conhecidas como identidades trigonométricas ou identidades pitagóricas, justamente porque todas elas partem das relações estabelecidas pelo teorema de pitágoras.
A relação básica entre seno e cosseno é {\displaystyle \cos ^{2}\theta +\operatorname {sen} ^{2}\theta =1,} conhecida como Identidade Trigonométrica Fundamental, pois é a mais básica identidade pitagórica.
Esta identidade pode ser deduzida através do Teorema de Pitágoras, o que será demonstrado adiante.
Também existem outras duas identidades: {\displaystyle \tan ^{2}\alpha +1=\sec ^{2}\alpha } e {\displaystyle \tan ^{2}\alpha +1=\sec ^{2}\alpha ,} que são corolários da identidade trigonométrica fundamental.
Assim, existem três identidades pitagóricas:
- {\displaystyle \cos ^{2}\theta +\operatorname {sen} ^{2}\theta =1}
- {\displaystyle \tan ^{2}\alpha +1=\sec ^{2}\alpha }
- {\displaystyle \cot ^{2}\alpha +1=\csc ^{2}\alpha }

Abaixo temos as demonstrações dessas identidades e, após, um quadro que relaciona todas as identidades à função trigonométrica que se deseja obter.

### Relação fundamental

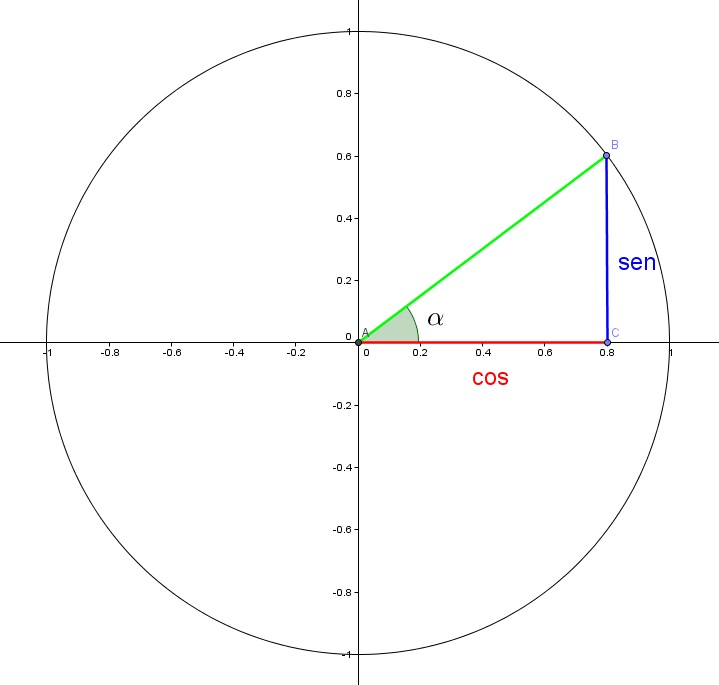
Relação entre seno e cosseno no círculo trigonométrico

Vamos demonstração a relação fundamental:
{\displaystyle {\begin{aligned}\operatorname {sen} ^{2}\alpha +\cos ^{2}\alpha &=1\end{aligned}}}

#### Demonstração geométrica
Seja o triângulo retângulo ACH, com catetos {\displaystyle {\overline {AC}}} e {\displaystyle {\overline {CH}}} e hipotenusa {\displaystyle {\overline {AH}},} observa-se, como já foi demonstrado anteriormente que: {\displaystyle {\overline {AC}}\,\!=\cos \alpha ,} {\displaystyle {\overline {CH}}\,\!=\operatorname {sen} \alpha } e {\displaystyle {\overline {AH}}\,\!=1.}
Aplicando o teorema de Pitágoras:
{\displaystyle ({\overline {AC}})^{2}+({\overline {CH}})^{2}=({\overline {AH}})^{2}\Rightarrow (\cos \alpha )^{2}+(\operatorname {sen} \alpha )^{2}=1^{2}.}
Logo: {\displaystyle {\begin{aligned}\operatorname {sen} ^{2}\alpha +\cos ^{2}\alpha &=1\end{aligned}}.}

### Corolários

#### 1° Corolário
Vamos demonstrar o seguinte corolário:

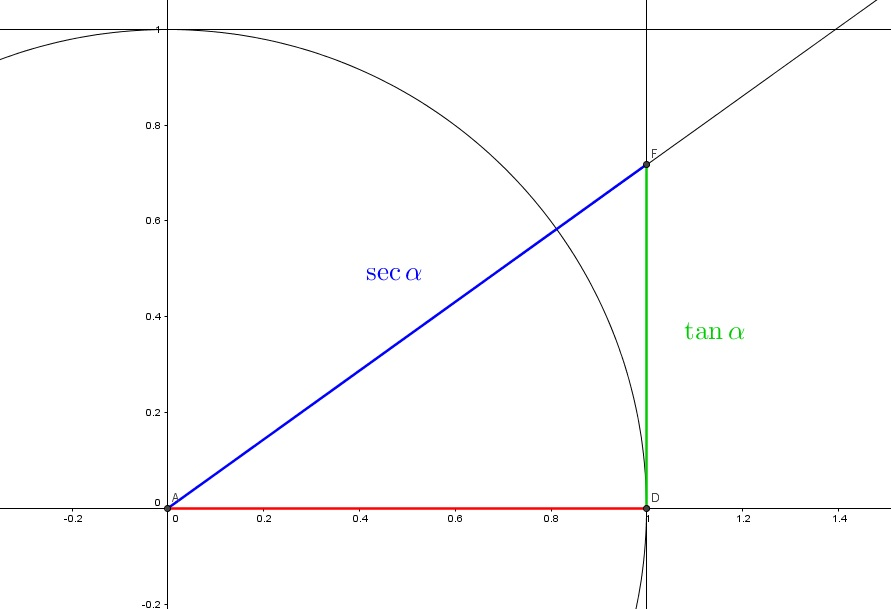
Relação entre secante e tangente no círculo trigonométrico

{\displaystyle \tan ^{2}\alpha +1=\sec ^{2}\alpha }

##### Demonstração Geométrica
Seja o triângulo retângulo ADF, com catetos {\displaystyle {\overline {AD}}} e {\displaystyle {\overline {DF}}} e hipotenusa {\displaystyle {\overline {AF}},} observa-se, como já foi demonstrado anteriormente que: {\displaystyle {\overline {AD}}\,\!=1,} {\displaystyle {\overline {DF}}\,\!=\tan \alpha } e {\displaystyle {\overline {AF}}\,\!=\sec \alpha .}
Aplicando o teorema de Pitágoras:
{\displaystyle ({\overline {AD}})^{2}+({\overline {DF}})^{2}=({\overline {AF}})^{2}\Rightarrow 1^{2}+(\tan \alpha )^{2}=(\sec \alpha )^{2}.}
Logo: {\displaystyle \tan ^{2}\alpha +1=\sec ^{2}\alpha .}

##### Demonstração Algébrica
É possível demonstrar esse corolário através da relação fundamental dividindo todos os termos por {\displaystyle \cos ^{2}\alpha ,} da seguinte forma:
{\displaystyle {\begin{aligned}\operatorname {sen} ^{2}\alpha +\cos ^{2}\alpha &=1\rightarrow {\operatorname {sen} ^{2}\alpha  \over \cos ^{2}\alpha }+{\cos ^{2}\alpha  \over \cos ^{2}\alpha }={1 \over \cos ^{2}\alpha }\rightarrow \operatorname {tan} ^{2}\alpha +1=\operatorname {sec} ^{2}\alpha \end{aligned}}}

#### 2° Corolário
Vamos demonstrar o seguinte corolário:

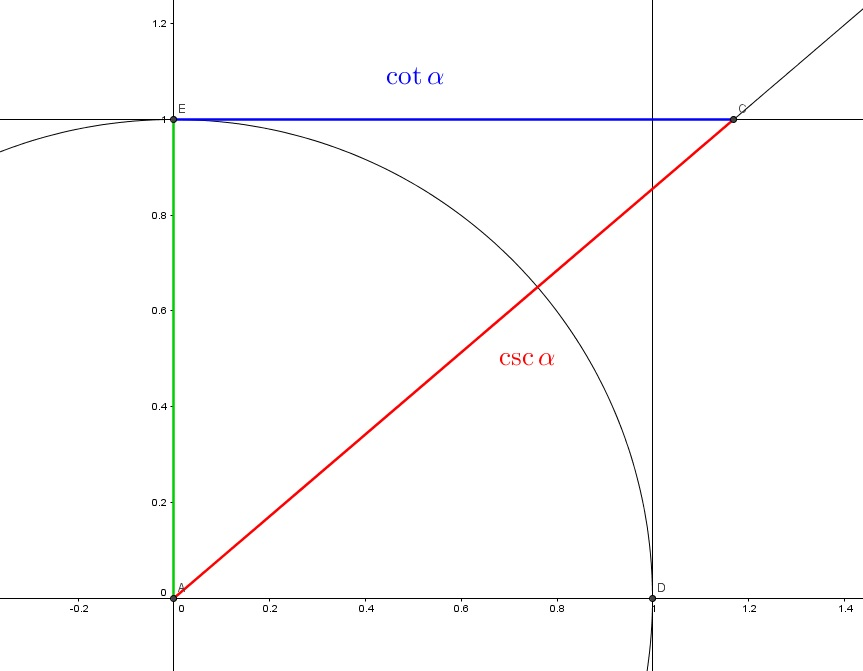
Relação entre cossecante e cotangente no círculo trigonométrico

{\displaystyle 1+\cot ^{2}\alpha =\csc ^{2}\alpha }

##### Demonstração Geométrica
Seja o triângulo retângulo AEG, com catetos {\displaystyle {\overline {AE}}} e {\displaystyle {\overline {EG}}} e hipotenusa {\displaystyle {\overline {AG}},} observa-se, como já foi demonstrado anteriormente que: {\displaystyle {\overline {AE}}\,\!=1,} {\displaystyle {\overline {EG}}\,\!=\cot \alpha }  e {\displaystyle {\overline {AG}}\,\!=\csc \alpha .}
Aplicando o teorema de Pitágoras:
{\displaystyle ({\overline {AE}})^{2}+({\overline {EG}})^{2}=({\overline {AG}})^{2}\Rightarrow 1^{2}+(\cot \alpha )^{2}=(\csc \alpha )^{2}.}
Logo: {\displaystyle 1+\cot ^{2}\alpha =\csc ^{2}\alpha .}
Ou, comutativamente: {\displaystyle \cot ^{2}\alpha +1=\csc ^{2}\alpha .}

##### Demonstração Algébrica
É possível demonstrar esse corolário através da relação fundamental dividindo todos os termos por {\displaystyle \operatorname {sen} ^{2}\alpha ,} da seguinte forma:
{\displaystyle {\begin{aligned}\operatorname {sen} ^{2}\alpha +\cos ^{2}\alpha &=1\rightarrow {\operatorname {sen} ^{2}\alpha  \over \operatorname {sen} ^{2}\alpha }+{\cos ^{2}\alpha  \over \operatorname {sen} ^{2}\alpha }={1 \over \operatorname {sen} ^{2}\alpha }\rightarrow {1+\operatorname {cot} ^{2}\alpha }=\operatorname {csc} ^{2}\alpha \end{aligned}}}
Tendo em mente esses dois resultados podemos ainda demonstrar as seguintes relações:
{\displaystyle {\begin{aligned}\cos ^{2}\alpha ={1 \over \sec ^{2}\alpha }\end{aligned}}}  e  {\displaystyle {\begin{aligned}\sec ^{2}\alpha =\tan ^{2}\alpha +1\Rightarrow \cos ^{2}\alpha ={1 \over \tan ^{2}\alpha +1}\end{aligned}}}
{\displaystyle {\begin{aligned}{\operatorname {sen} ^{2}\alpha =\operatorname {sen} ^{2}\alpha }\rightarrow \operatorname {sen} ^{2}\alpha =sen^{2}\alpha .{\cos ^{2}\alpha  \over \cos ^{2}\alpha }=\cos ^{2}\alpha .\tan ^{2}\alpha =\tan ^{2}\alpha .{1 \over {tan^{2}\alpha +1}}\Rightarrow \operatorname {sen} ^{2}\alpha ={\tan ^{2}\alpha  \over {\tan ^{2}\alpha +1}}\end{aligned}}}
| relacionado a                                | {\displaystyle \operatorname {sen} \theta }                                                          | {\displaystyle \cos \theta }                                           | {\displaystyle \tan \theta }                                           | {\displaystyle \csc \theta }                                           | {\displaystyle \sec \theta }                                           | {\displaystyle \cot \theta }                                           |
| -------------------------------------------- | --- | ---------------------------------------------------------------------- | ---------------------------------------------------------------------- | ---------------------------------------------------------------------- | ---------------------------------------------------------------------- | ---------------------------------------------------------------------- |
| {\displaystyle \operatorname {sen} \theta =} | {\displaystyle \operatorname {sen} \theta }                                                          | {\displaystyle \pm {\sqrt {1-\cos ^{2}\theta }}}                       | {\displaystyle \pm {\frac {\tan \theta }{\sqrt {1+\tan ^{2}\theta }}}} | {\displaystyle {\frac {1}{\csc \theta }}}                              | {\displaystyle \pm {\frac {\sqrt {\sec ^{2}\theta -1}}{\sec \theta }}} | {\displaystyle \pm {\frac {1}{\sqrt {1+\cot ^{2}\theta }}}}            |
| {\displaystyle \cos \theta =}                | {\displaystyle \pm {\sqrt {1-\operatorname {sen} ^{2}\theta }}}                                      | {\displaystyle \cos \theta }                                           | {\displaystyle \pm {\frac {1}{\sqrt {1+\tan ^{2}\theta }}}}            | {\displaystyle \pm {\frac {\sqrt {\csc ^{2}\theta -1}}{\csc \theta }}} | {\displaystyle {\frac {1}{\sec \theta }}}                              | {\displaystyle \pm {\frac {\cot \theta }{\sqrt {1+\cot ^{2}\theta }}}} |
| {\displaystyle \tan \theta =}                | {\displaystyle \pm {\frac {\operatorname {sen} \theta }{\sqrt {1-\operatorname {sen} ^{2}\theta }}}} | {\displaystyle \pm {\frac {\sqrt {1-\cos ^{2}\theta }}{\cos \theta }}} | {\displaystyle \tan \theta }                                           | {\displaystyle \pm {\frac {1}{\sqrt {\csc ^{2}\theta -1}}}}            | {\displaystyle \pm {\sqrt {\sec ^{2}\theta -1}}}                       | {\displaystyle {\frac {1}{\cot \theta }}}                              |
| {\displaystyle \csc \theta =}                | {\displaystyle {\frac {1}{\operatorname {sen} \theta }}}                                             | {\displaystyle \pm {\frac {1}{\sqrt {1-\cos ^{2}\theta }}}}            | {\displaystyle \pm {\frac {\sqrt {1+\tan ^{2}\theta }}{\tan \theta }}} | {\displaystyle \csc \theta }                                           | {\displaystyle \pm {\frac {\sec \theta }{\sqrt {\sec ^{2}\theta -1}}}} | {\displaystyle \pm {\sqrt {1+\cot ^{2}\theta }}}                       |
| {\displaystyle \sec \theta =}                | {\displaystyle \pm {\frac {1}{\sqrt {1-\operatorname {sen} ^{2}\theta }}}}                           | {\displaystyle {\frac {1}{\cos \theta }}}                              | {\displaystyle \pm {\sqrt {1+\tan ^{2}\theta }}}                       | {\displaystyle \pm {\frac {\csc \theta }{\sqrt {\csc ^{2}\theta -1}}}} | {\displaystyle \sec \theta }                                           | {\displaystyle \pm {\frac {\sqrt {1+\cot ^{2}\theta }}{\cot \theta }}} |
| {\displaystyle \cot \theta =}                | {\displaystyle \pm {\frac {\sqrt {1-\operatorname {sen} ^{2}\theta }}{\operatorname {sen} \theta }}} | {\displaystyle \pm {\frac {\cos \theta }{\sqrt {1-\cos ^{2}\theta }}}} | {\displaystyle {\frac {1}{\tan \theta }}}                              | {\displaystyle \pm {\sqrt {\csc ^{2}\theta -1}}}                       | {\displaystyle \pm {\frac {1}{\sqrt {\sec ^{2}\theta -1}}}}            | {\displaystyle \cot \theta }                                           |

## Simetria
Na tabela a seguir temos as relações de simetria entre diferentes tipos de ângulos e suas funções trigonométricas e em seguida suas devidas explicações e demonstrações.
| Ângulos replementares | Ângulos complementares | Ângulos suplementares |
| --- | --- | --- |
| {\displaystyle {\begin{aligned}\operatorname {sen}(-\theta )&=-\operatorname {sen} \theta \\\cos(-\theta )&=+\cos \theta \\\tan(-\theta )&=-\tan \theta \\\csc(-\theta )&=-\csc \theta \\\sec(-\theta )&=+\sec \theta \\\cot(-\theta )&=-\cot \theta \end{aligned}}} | {\displaystyle {\begin{aligned}\operatorname {sen}({\tfrac {\pi }{2}}-\theta )&=+\cos \theta \\\cos({\tfrac {\pi }{2}}-\theta )&=+\operatorname {sen} \theta \\\tan({\tfrac {\pi }{2}}-\theta )&=+\cot \theta \\\csc({\tfrac {\pi }{2}}-\theta )&=+\sec \theta \\\sec({\tfrac {\pi }{2}}-\theta )&=+\csc \theta \\\cot({\tfrac {\pi }{2}}-\theta )&=+\tan \theta \end{aligned}}} | {\displaystyle {\begin{aligned}\operatorname {sen}(\pi -\theta )&=+\operatorname {sen} \theta \\\cos(\pi -\theta )&=-\cos \theta \\\tan(\pi -\theta )&=-\tan \theta \\\csc(\pi -\theta )&=+\csc \theta \\\sec(\pi -\theta )&=-\sec \theta \\\cot(\pi -\theta )&=-\cot \theta \\\end{aligned}}} |

### Simetria entre ângulos replementares
Chamamos de ângulo replementar o ângulo que, somado a outro, resulta em {\displaystyle 360^{\circ }} ou {\displaystyle 2\pi \ {\text{rad}}}.
A seguir temos as explicações dessas relações e ao lado temos as verificações geométricas.

#### Seno e cosseno de ângulos replementares

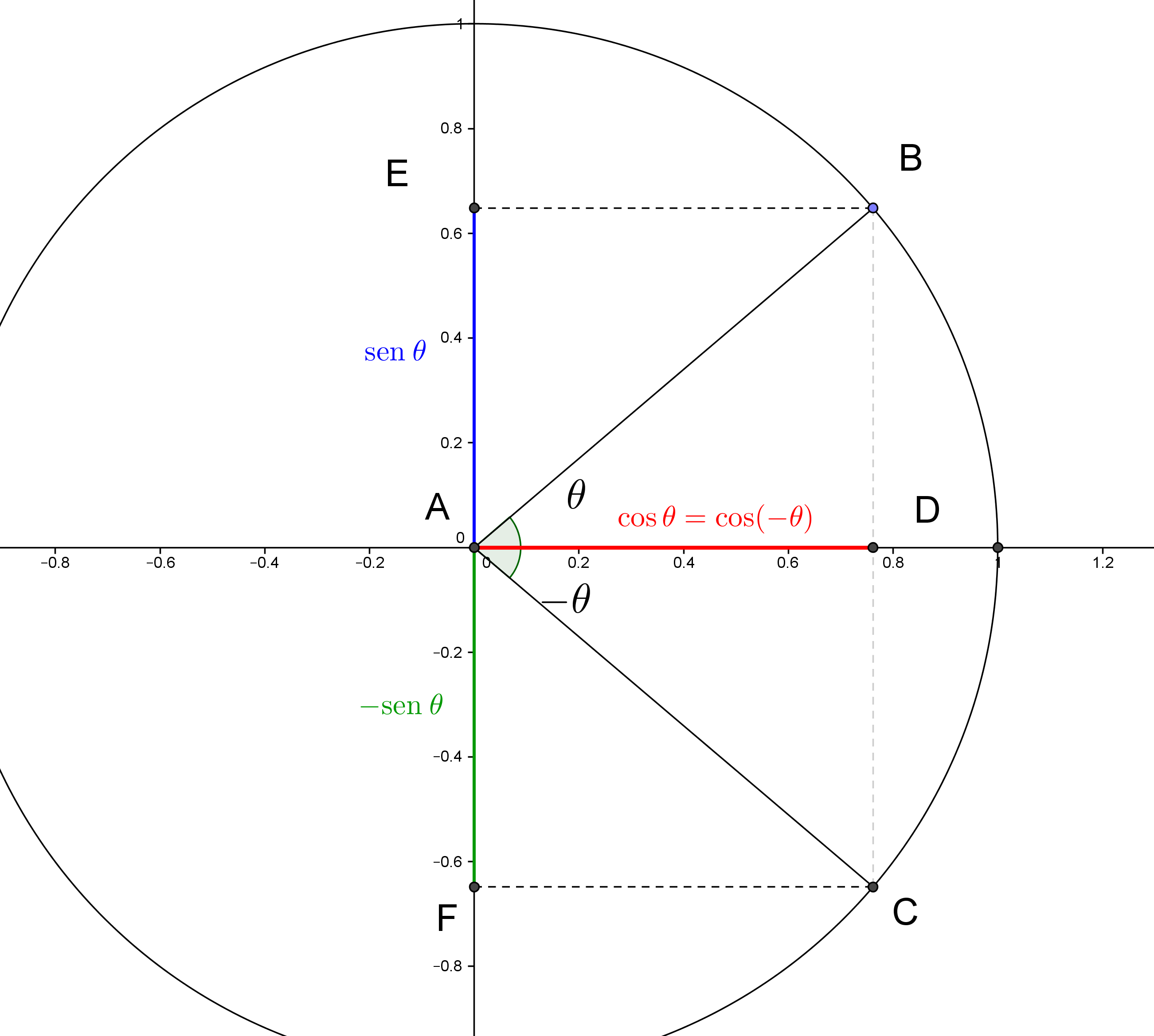
Verificação Geométrica da simetria entre seno e cosseno no círculo trigonométrico unitário

Para seno e cosseno de ângulos replementares temos as relações:
- {\displaystyle \operatorname {sen}(-\theta )=-\operatorname {sen} \theta }, ou seja,os senos de dois ângulos replementares são iguais, porém com sinais opostos;
- {\displaystyle \cos(-\theta )=+\cos \theta }, ou seja, os cossenos de dois ângulos replementares são iguais.

Na figura ao lado temos a verificação geométrica dessas propriedades e a abaixo as demonstrações.

##### Demonstração geométrica
A demonstração de {\displaystyle \cos(-\theta )=+\cos \theta } é trivial, pois ambos são coincidentes (ambos são o mesmo segmento) o que pode ser observado na figura ao lado.
Para demonstrar que {\displaystyle \operatorname {sen}(-\theta )=-\operatorname {sen} \theta } partiremos de congruência de triângulos.
Seja os ângulos {\displaystyle \theta } e {\displaystyle -\theta } no ciclo trigonométrico unitário, conforme vemos na figura ao lado, temos:
{\displaystyle \Delta {ABD}\equiv \Delta {ADC}\qquad \left(LAL\right)\qquad \Longrightarrow {\overline {AE}}\equiv {\overline {AF}}}
Com base nisso e sabendo que {\displaystyle {\overline {AF}}=\operatorname {sen} \left(-\theta \right)} teríamos que {\displaystyle \operatorname {sen} \left(-\theta \right)=\operatorname {sen} \theta }, uma vez que {\displaystyle {\overline {AE}}=\operatorname {sen} \theta }.
Porém, pela definição de seno no ciclo trigonométrico temos que {\displaystyle \operatorname {sen} \left(-\theta \right)=-\operatorname {sen} \theta }, uma vez que o seno no 3° e no 4° quadrante são negativos.
Logo temos que {\displaystyle \operatorname {sen} \left(-\theta \right)=-\operatorname {sen} \theta } e {\displaystyle \cos(-\theta )=+\cos \theta }.

#### Tangente de ângulos replementares
Para a tangente de ângulos replementares temos a relação:
- {\displaystyle \tan \left(-\theta \right)=-\tan \theta }, ou seja, as tangentes de dois ângulos replementares são iguais, porém com sinais opostos.

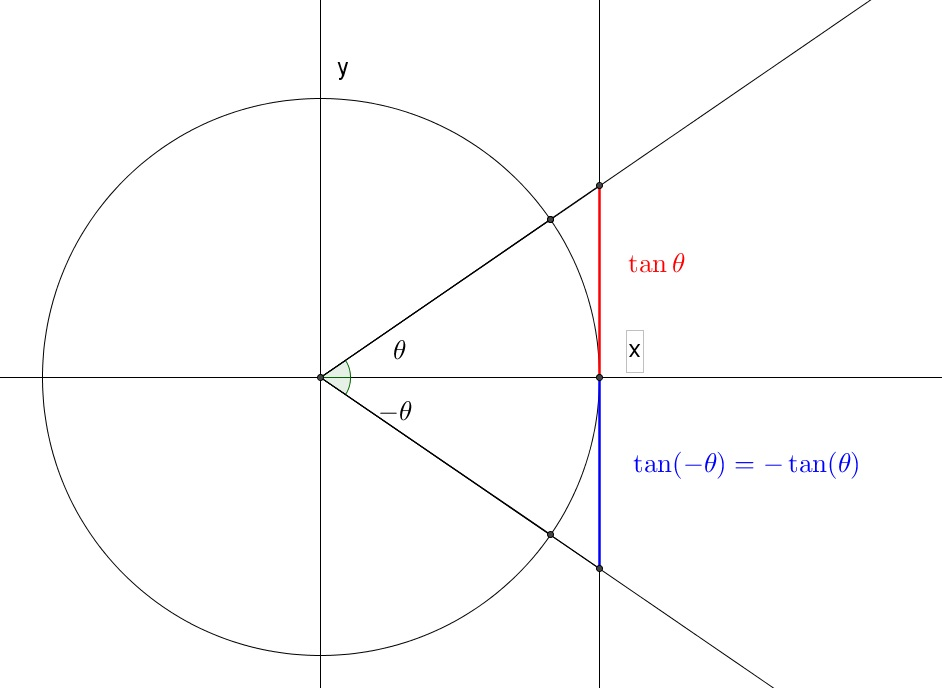
Representação geométrica da simetria entre tangente de ângulos replementares.

Na figura ao lado temos a verificação geométrica dessa propriedade e abaixo temos a demonstração algébrica.

##### Demonstração algébrica
Para demonstrar que {\displaystyle \tan \left(-\theta \right)=-\tan \theta }, partiremos da relação entre seno e cosseno.
Temos, pela definição de tangente, que a tangente de um ângulo é a razão entre o seno e cosseno do mesmo ângulo.
Assim, temos  que:
{\displaystyle \tan \left(-\theta \right)={\frac {\operatorname {sen} \left(-\theta \right)}{\cos \left(-\theta \right)}}={\frac {-\operatorname {sen} \theta }{+\cos \theta }}=-\tan \theta }
Logo {\displaystyle \tan \left(-\theta \right)=-\tan \theta }.

#### Cossecante e secante de ângulos replementares
Para a cossecante e secante de ângulos replementares temos as relações:
- {\displaystyle \csc(-\theta )=-\csc \theta }, ou seja, as cossecantes de dois ângulos replementares são iguais, porém com sinais opostos;
- {\displaystyle \sec(-\theta )=+\sec \theta }, ou seja, as secantes de dois ângulos replementares são iguais.

Na figura ao lado temos a verificação geométrica dessas propriedades abaixo temos as demonstrações algébricas.

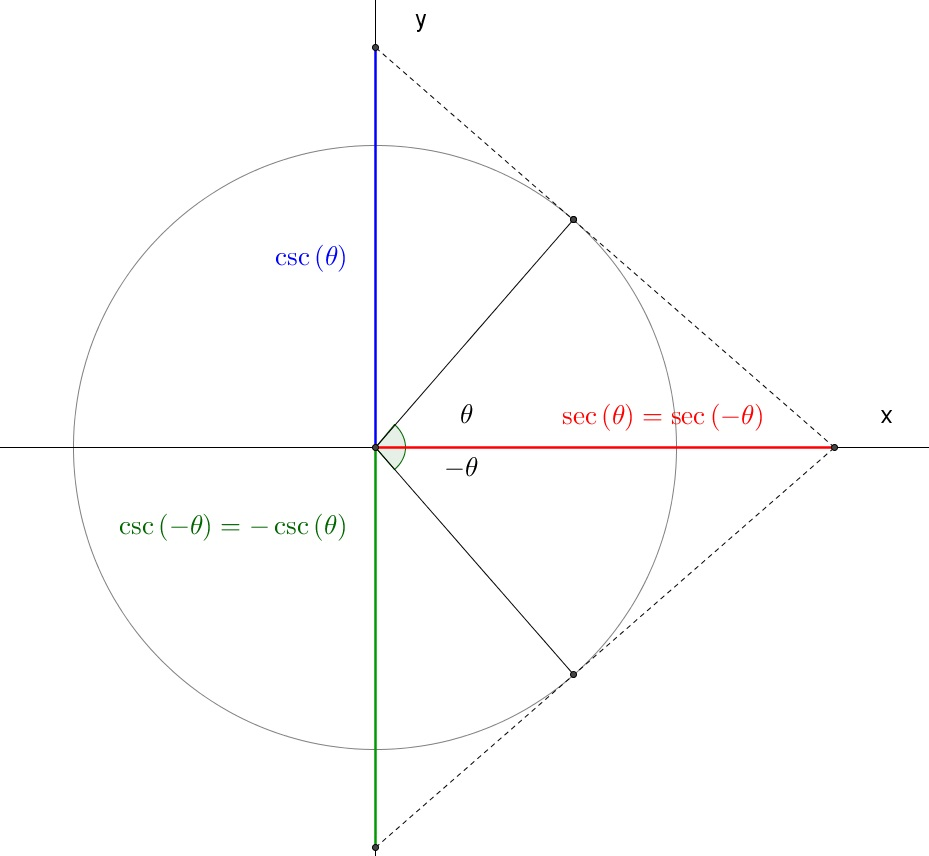
Verificação geométrica da simetria entre secante e cossecante de ângulos replementares

##### Cossecante de ângulos replementares
Para demonstrar que {\displaystyle \csc(-\theta )=-\csc \theta }, partiremos da relação de simetria do seno.
Temos, pela definição de cossecante, que a cossecante de um ângulo é o inverso multiplicativo do seno do mesmo ângulo.
Assim, temos que:
{\displaystyle \csc \left(-\theta \right)={\frac {1}{\operatorname {sen} \left(-\theta \right)}}={\frac {1}{-\operatorname {sen} \theta }}=-\csc \theta }
Logo {\displaystyle \csc(-\theta )=-\csc \theta }.

##### Secante de ângulos replementares
Para demonstrar que {\displaystyle \sec(-\theta )=+\sec \theta }, partiremos da relação de simetria do cosseno.
Temos, pela definição de secante, que a secante de um ângulo é o inverso multiplicativo do cosseno do mesmo ângulo.
Assim, temos que:
{\displaystyle \sec \left(-\theta \right)={\frac {1}{\cos \left(-\theta \right)}}={\frac {1}{+\cos \theta }}=+\sec \theta }.
Logo {\displaystyle \sec(-\theta )=+\sec \theta }.

#### Cotangente de ângulos replementares

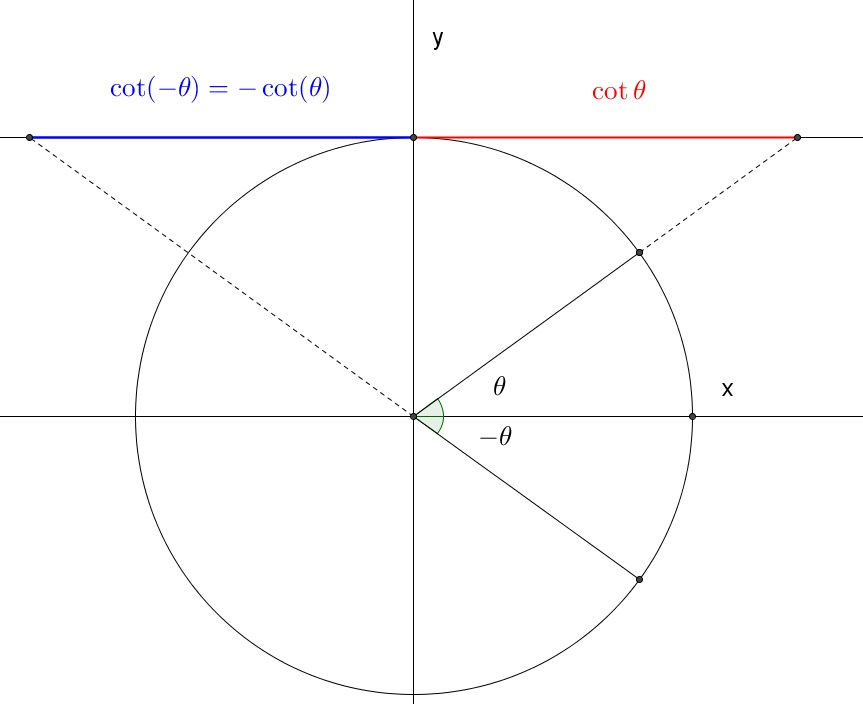
Verificação geométrica da simetria entre cotangente de ângulos replementares

Para a cotangente de ângulos replementares temos a relação:
- {\displaystyle \cot \left(-\theta \right)=-\cot \theta }, ou seja, as cotangentes de dois ângulos replementares são iguais, porém com sinais opostos.

Na figura ao lado temos a verificação geométrica dessa propriedade e abaixo temos a demonstração algébrica.

##### Demonstração algébrica
Para demonstrar que {\displaystyle \cot \left(-\theta \right)=-\cot \theta } é possível partir da relação de simetria entre tangente ou da relação de simetria entre seno e cosseno.
Utilizaremos aqui relação de simetria entre tangente.
Temos, pela definição de cotangente, que a cotangente de um ângulo é o inverso multiplicativo da tangente do mesmo ângulo.
Assim, temos que:
{\displaystyle \cot \left(-\theta \right)={\frac {1}{\tan \left(-\theta \right)}}={\frac {1}{-\tan \theta }}=-\cot \theta }.
Logo {\displaystyle \cot \left(-\theta \right)=-\cot \theta }.

### Simetria entre ângulos complementares
Chamamos o ângulo complementar um ângulo que, quando somado a outro, resulta em {\displaystyle 90^{\circ }} ou  {\displaystyle {\frac {\pi }{2}}\ {\text{rad}}}.
A seguir temos as explicações e demonstrações dessas relações e suas verificações geométricas.

#### Seno e cosseno de ângulos complementares
Para seno e cosseno de ângulos complementares temos as seguintes relações:
{\displaystyle \operatorname {sen} \left({\frac {\pi }{2}}-\theta \right)=\cos \theta }, ou seja, o cosseno de um ângulo é igual ao seno do seu complementar (ou vice-versa);
{\displaystyle \cos \left({\frac {\pi }{2}}-\theta \right)=\operatorname {sen} \theta }, ou seja, o seno de um ângulo é igual ao cosseno de seu complementar (ou vice versa).

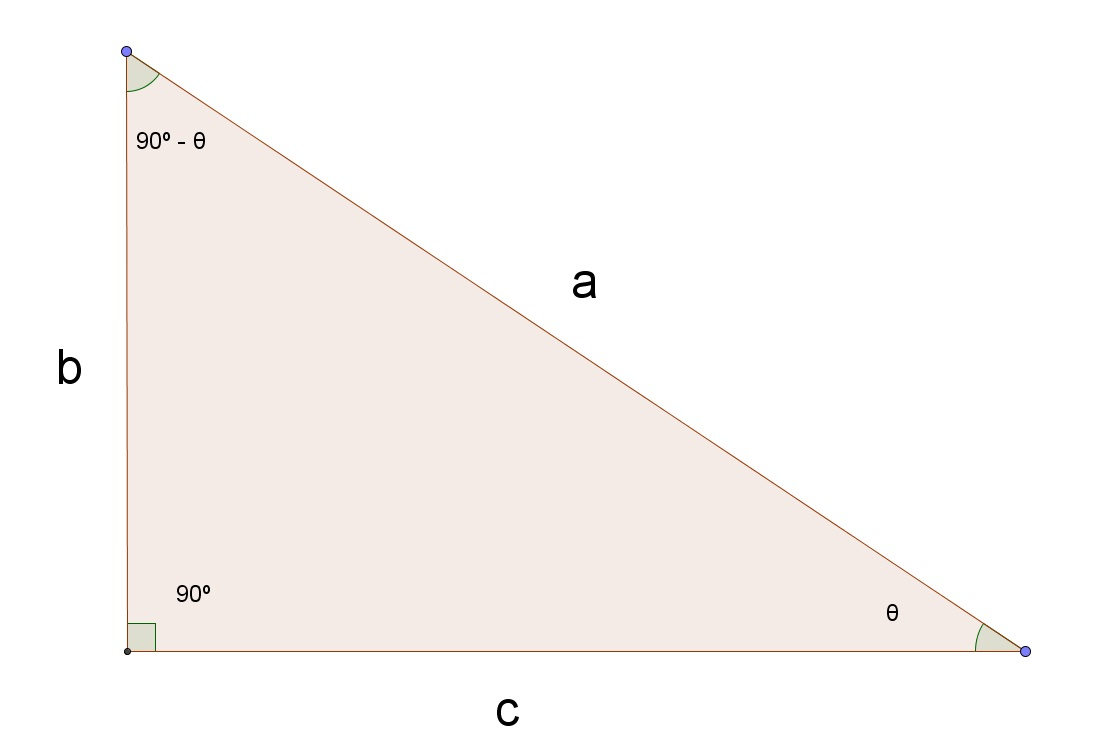
Triângulo retângulo qualquer

Na figura ao lado temos a verificação geométrica dessa propriedade e abaixo temos suas demonstrações

##### Demonstração para ângulos agudos
Essa primeira demonstração se limita para ângulos agudos, pois utiliza a relação entre o seno e o cosseno dos ângulos não retos de um triângulo retângulo qualquer.
Para essa demonstração, então, utilizaremos o triângulo retângulo ao lado.
Nesse triângulo observamos que os ângulos não retos são complementares, pois a soma de todos os ângulos de um triângulo é {\displaystyle 180^{\circ }}.
Assim, primeiramente, vamos analisar as relações trigonométricas relativas ao ângulo {\displaystyle \theta } e, em seguida, analisar as relações trigonométricas relativas ao ângulos {\displaystyle 90^{\circ }-\theta }:
{\displaystyle \operatorname {sen} \theta ={\frac {b}{a}}\qquad {\text{e}}\qquad \cos \theta ={\frac {c}{a}}};
{\displaystyle {\cos \left({\frac {\pi }{2}}-\theta \right)={\frac {b}{a}}}\qquad {\text{e}}\qquad {\operatorname {sen} \left({\frac {\pi }{2}}-\theta \right)={\frac {c}{a}}}}.
Assim, conforme observamos nas relações acima temos:
{\displaystyle \operatorname {sen} \theta ={\frac {b}{a}}=\cos \left({\frac {\pi }{2}}-\theta \right)\qquad \Longrightarrow \qquad {\cos \left({\frac {\pi }{2}}-\theta \right)=\operatorname {sen} \theta }}
e
{\displaystyle \cos \theta ={\frac {c}{a}}=\operatorname {sen} \left({\frac {\pi }{2}}-\theta \right)\qquad \Longrightarrow \qquad {\operatorname {sen} \left({\frac {\pi }{2}}-\theta \right)=\cos \theta }}.
Assim, demonstramos a relação de simetria entre seno e cosseno de ângulos agudos e complementares.

##### Demonstração no ciclo trigonométrico
Queremos demonstrar que {\displaystyle \operatorname {sen} \left({\frac {\pi }{2}}-\theta \right)=\cos \theta } e {\displaystyle \cos \left({\frac {\pi }{2}}-\theta \right)=\operatorname {sen} \theta } .
Para isso partiremos dos triângulo s {\displaystyle \triangle {\text{ADE}}} e {\displaystyle \triangle {\text{ACB}}}.

Observe que nesses triângulos temos as seguintes relações:
{\displaystyle \triangle {\text{ADE}}\quad {\begin{cases}{\text{AD}}=1\\{\text{ED}}=\cos \left({\frac {\pi }{2}}-\theta \right)\\{\text{AE}}=\operatorname {sen} \left({\frac {\pi }{2}}-\theta \right)\\D{\hat {A}}E=\theta \\A{\hat {E}}D=90^{\circ }\end{cases}}}
e
{\displaystyle \triangle {\text{ACB}}\quad {\begin{cases}{\text{AB}}=1\\{\text{AC}}=\cos \theta \\{\text{BC}}=\operatorname {sen} \theta \\C{\hat {A}}B=\theta \\A{\hat {C}}B=90^{\circ }\end{cases}}}

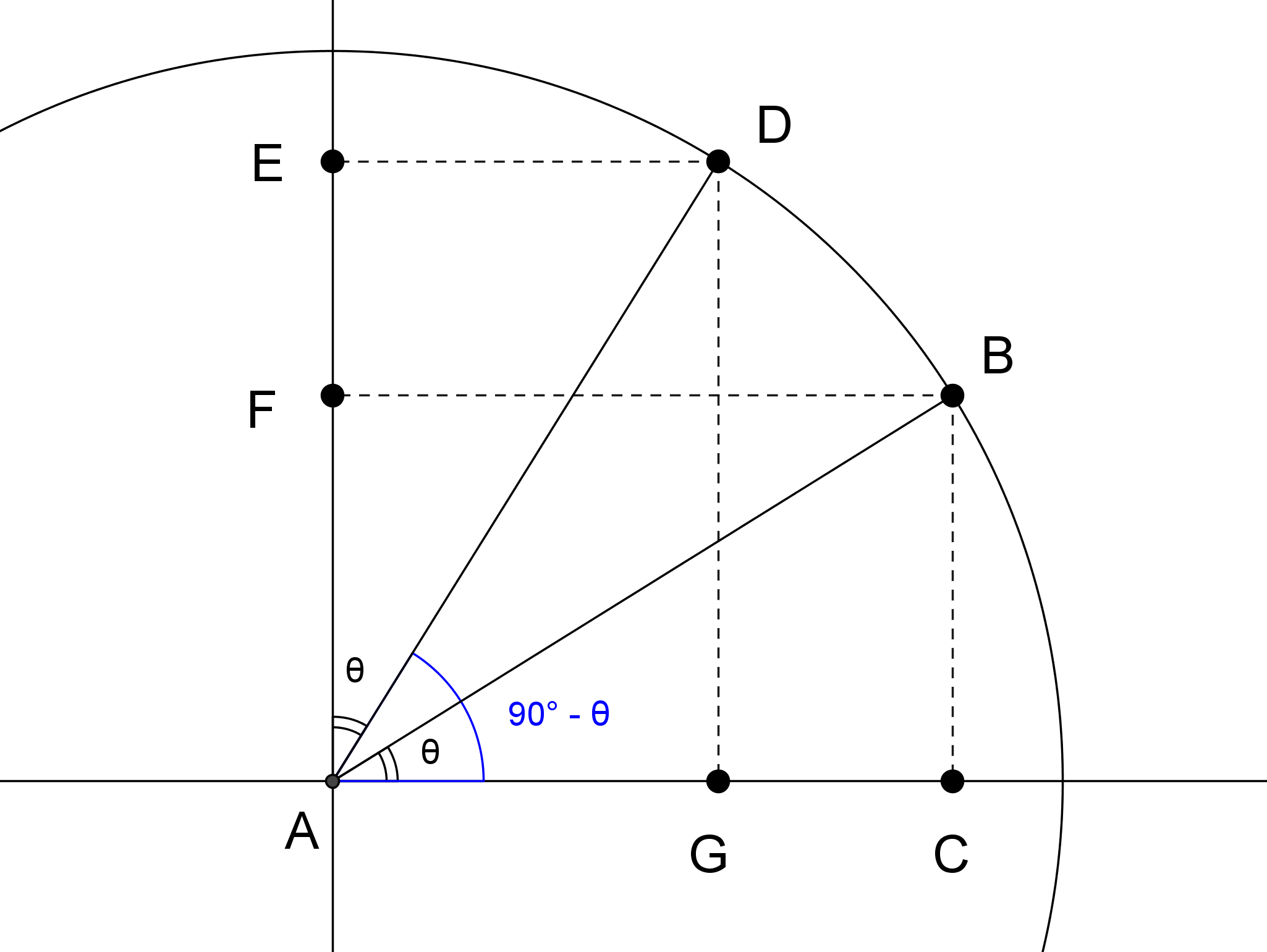
Verificação geométrica da congruência de triângulos para seno e cosseno e ângulos complementares.

Assim, com base nessas relações observamos que os dois triângulos são congruentes pelo caso de congruência lado, ângulo e ângulo oposto ao lado.:
{\displaystyle {\text{AD}}\equiv {\text{AB}}\quad {\text{e}}\quad D{\hat {A}}E\equiv {C{\hat {A}}B}\quad {\text{e}}\quad A{\hat {E}}D\equiv {A{\hat {C}}B}\Rightarrow \quad \triangle {\text{ADE}}\equiv \triangle {\text{ACB}}\quad \left(LAA_{0}\right)\Longrightarrow {\begin{cases}{\text{ED}}\equiv {\text{BC}}\\{\text{AE}}\equiv {\text{AC}}\end{cases}}}
Nessa congruência de triângulos chegamos ás seguintes conclusões:
{\displaystyle {\text{ED}}\equiv {\text{BC}}\Longleftrightarrow \cos \left({\frac {\pi }{2}}-\theta \right)=\operatorname {sen} \theta }
e
{\displaystyle {\text{AE}}\equiv {\text{AC}}\Longleftrightarrow \operatorname {sen} \left({\frac {\pi }{2}}-\theta \right)=\cos \theta }.

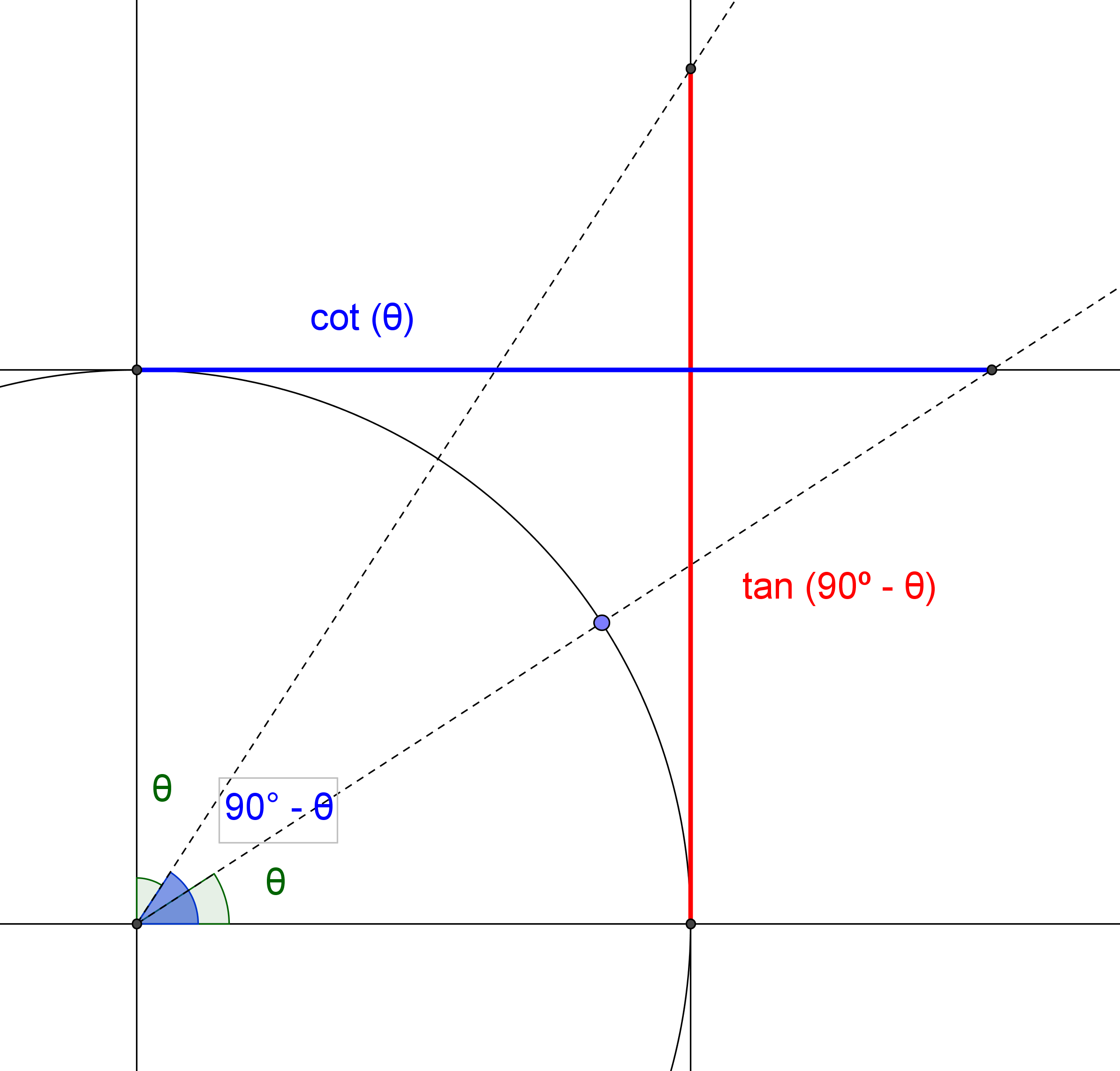
Verificação da simetria entre cotangente de um ângulo e seu complementar.

Assim demonstramos a relação de de simetria entre seno e cosseno de ângulos complementares.

#### Tangente e cotangente de ângulos complementares

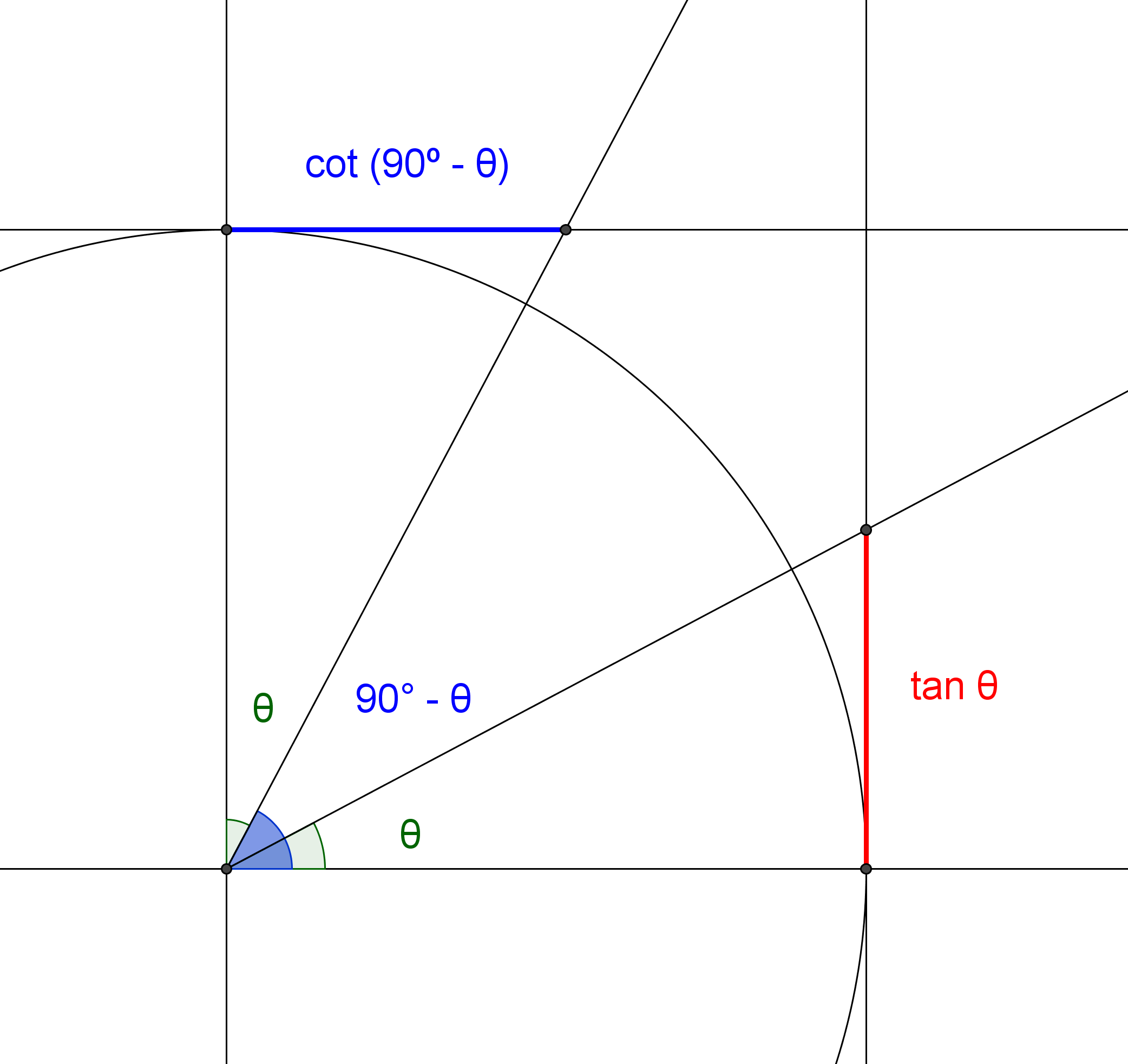
Verificação geométrica da relação de simetria entre a tangente de um ângulo e seu complementar

Para a relação de simetria entre tangente e cotangente de ângulos complementares temos as seguintes relações:
- {\displaystyle \tan \left({\frac {\pi }{2}}-\theta \right)=\cot \theta }, ou seja, a cotangente de um ângulo é igual a tangente de seu complementar;
- {\displaystyle \cot \left({\frac {\pi }{2}}-\theta \right)=\tan \theta }, ou seja, a tangente de um ângulo é igual a cotangente de seu complementar.

Na figura ao lado temos a verificação geométrica dessas relações e, em seguida, suas demonstrações.

##### Demonstração
Queremos demonstrar que {\displaystyle \tan \left({\frac {\pi }{2}}-\theta \right)=\cot \theta } e que {\displaystyle \cot \left({\frac {\pi }{2}}-\theta \right)=\tan \theta }.
Para isso partiremos das definições de tangente e cotangente e das relações de simetria entre seno e cosseno de ângulos complementares.

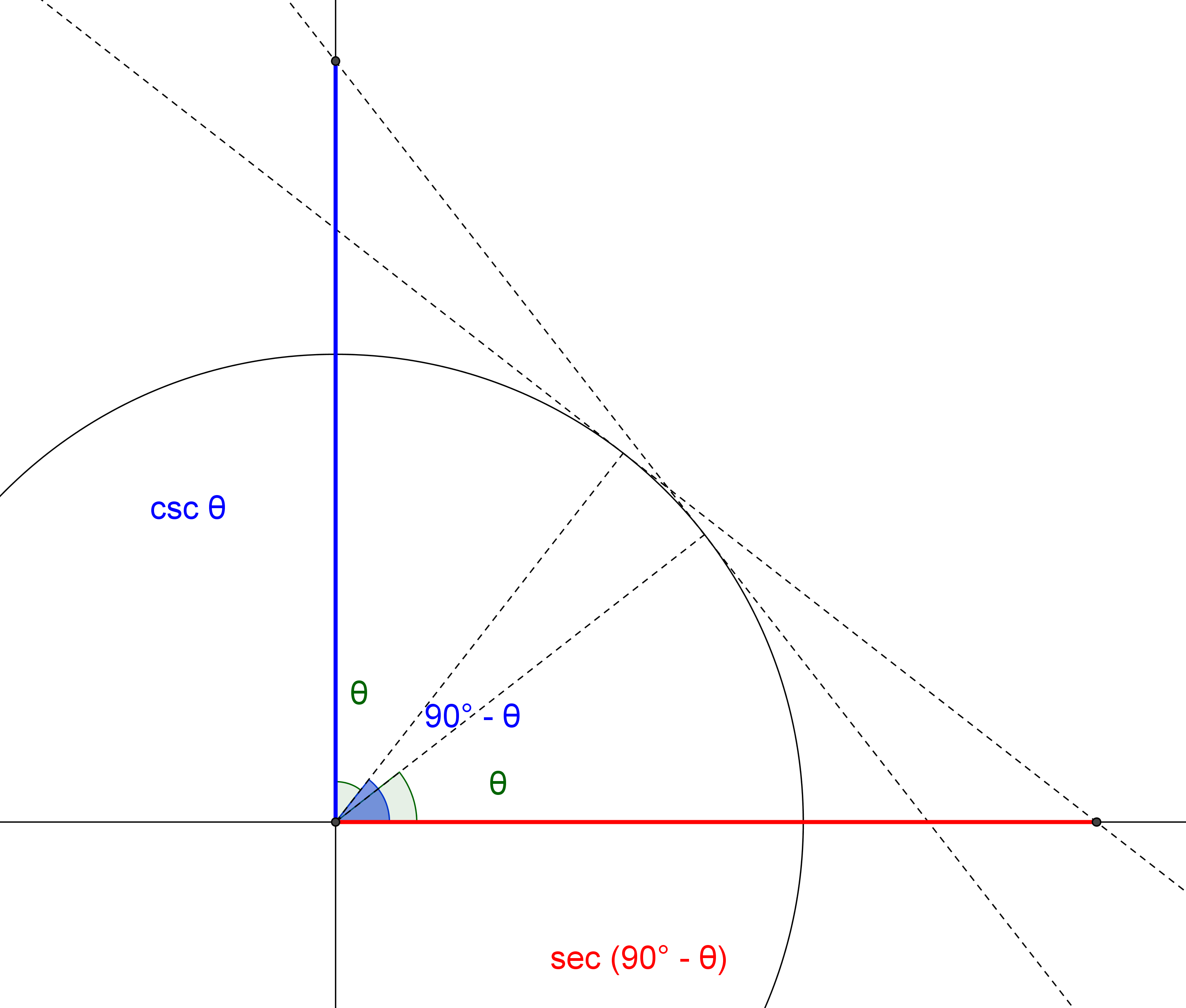
Verificação geométrica da relação de simetria entre cossecante de um ângulo e seu complementar.

Pela definição de tangente, temos que a tangente de um ângulo pode ser expressa pela razão entre o seno e cosseno do mesmo ângulo.
Dessa forma, temos:
{\displaystyle \tan \left({\frac {\pi }{2}}-\theta \right)={\frac {\operatorname {sen} \left({\frac {\pi }{2}}-\theta \right)}{\cos \left({\frac {\pi }{2}}-\theta \right)}}={\frac {\cos \theta }{\operatorname {sen} \theta }}=\cot \theta }, pois a cotangente de um ângulo é igual a razão entre o cosseno e o seno do mesmo ângulo.
Para demonstrarmos que {\displaystyle \cot \left({\frac {\pi }{2}}-\theta \right)=\tan \theta } partiremos da definição de tangente como inverso multiplicativo da cotangente.
Assim, temos:
{\displaystyle \cot \left({\frac {\pi }{2}}-\theta \right)={\frac {1}{\tan \left({\frac {\pi }{2}}-\theta \right)}}={\frac {1}{\cot \theta }}=\tan \theta }.
Logo {\displaystyle \tan \left({\frac {\pi }{2}}-\theta \right)=\cot \theta } e {\displaystyle \cot \left({\frac {\pi }{2}}-\theta \right)=\tan \theta }.

#### Secante e cossecante de ângulos complementares

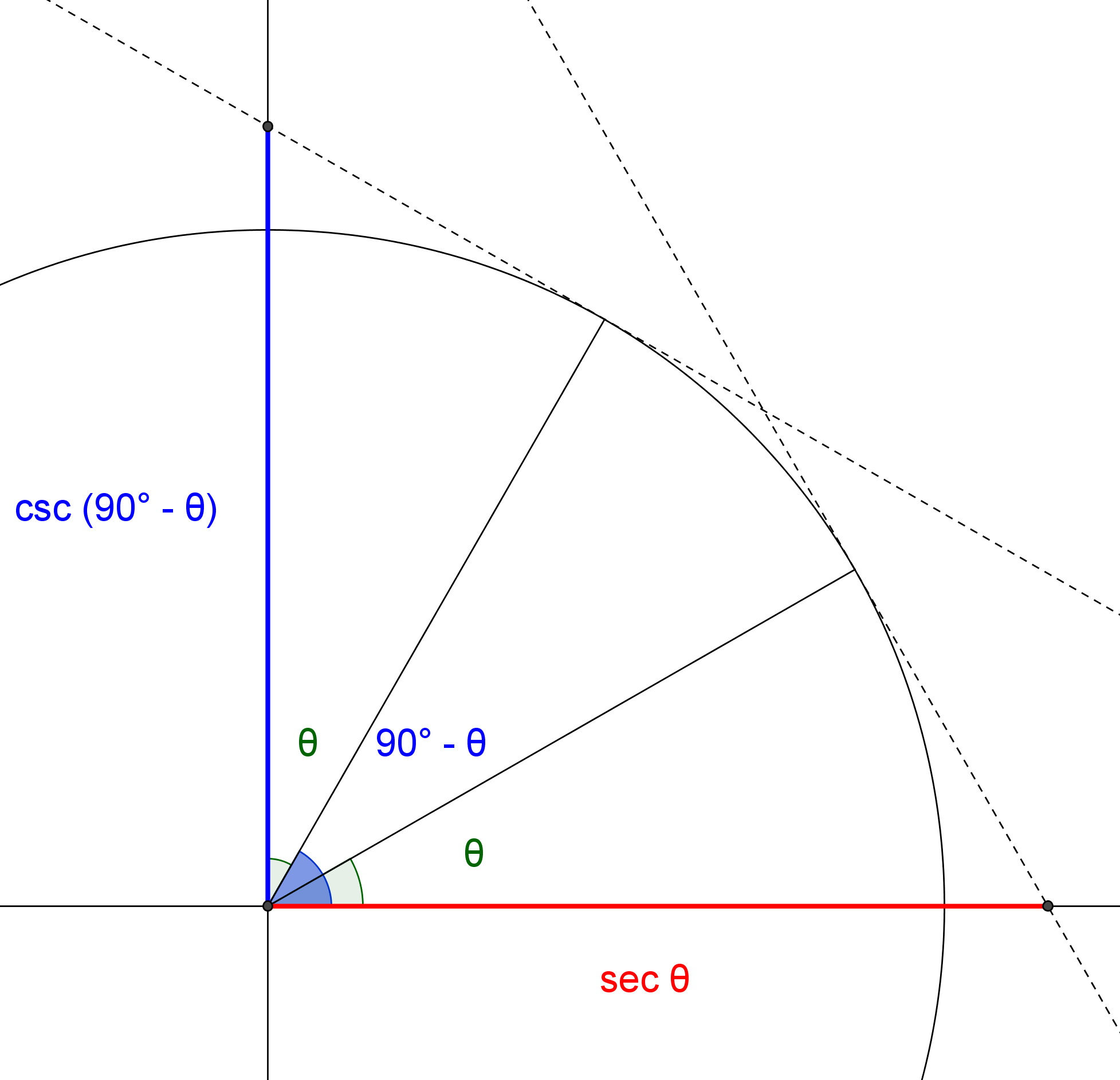
Verificação geométrica da relação de simetria entre secante de um ângulo e seu complementar

Para a relação de simetria entre secante e cossecante de ângulos complementares temos as seguintes relações:
- {\displaystyle \sec \left({\frac {\pi }{2}}-\theta \right)=\csc \theta }, ou seja, a cossecante de um ângulo é igual a secante de seu complementar;
- {\displaystyle \csc \left({\frac {\pi }{2}}-\theta \right)=\sec \theta }, ou seja, a secante de um ângulo é igual a cossecante de seu complementar.

Na figura ao lado temos a verificação geométrica dessas relações e, em seguida, suas demonstrações.

##### Demonstração
Queremos demonstrar que {\displaystyle \sec \left({\frac {\pi }{2}}-\theta \right)=\csc \theta } e que {\displaystyle \csc \left({\frac {\pi }{2}}-\theta \right)=\sec \theta }.
Para isso partiremos das definições de secante e cossecante como inversos multiplicativos do cosseno e do seno, respectivamente. Após isso aplicaremos as relações já demonstradas de seno e cosseno de ângulos complementares.
Assim temos:
{\displaystyle \left({\text{I}}\right)\qquad {\sec \left({\frac {\pi }{2}}-\theta \right)={\frac {1}{\cos \left({\frac {\pi }{2}}-\theta \right)}}={\frac {1}{\operatorname {sen} \theta }}=\csc \theta }}.
e
{\displaystyle \left({\text{II}}\right)\qquad {\csc \left({\frac {\pi }{2}}-\theta \right)}={\frac {1}{\operatorname {sen} \left({\frac {\pi }{2}}-\theta \right)}}={\frac {1}{\cos \theta }}=\sec \theta }.
Em {\displaystyle \left({\text{I}}\right)} temos demonstrado a relação da secante de ângulos complementares e em {\displaystyle \left({\text{II}}\right)} temos demonstrado a relação da cossecante de ângulos complementares.

### Simetria entre ângulos suplementares
Chamamos de ângulos suplementares dois ângulos que, somados, resultam em {\displaystyle 180^{\circ }} ou {\displaystyle \pi \ {\text{rad}}}.
A seguir temos as explicações dessas relações e suas respectivas demonstrações.

#### Simetria entre seno e cosseno de ângulos suplementares
Para a relação de simetria entre seno e cosseno de ângulos suplementares temos as seguintes relações:
- {\displaystyle \operatorname {sen} \left(\pi -\theta \right)=+\operatorname {sen} \theta }, que significa que o seno de um ângulo é igual ao seno de seu suplementar;
- {\displaystyle \cos \left(\pi -\theta \right)=-\cos \theta }, que significa que o cosseno de um ângulo é igual ao inverso aditivo do cosseno de seu complementar.

A seguir temos a demonstração para essas duas propriedades e suas verificações geométricas.

#### Demonstração
Queremos demonstrar que {\displaystyle \operatorname {sen} \left(\pi -\theta \right)=\operatorname {sen} \theta } e {\displaystyle \cos \left(\pi -\theta \right)=-\cos \theta }.

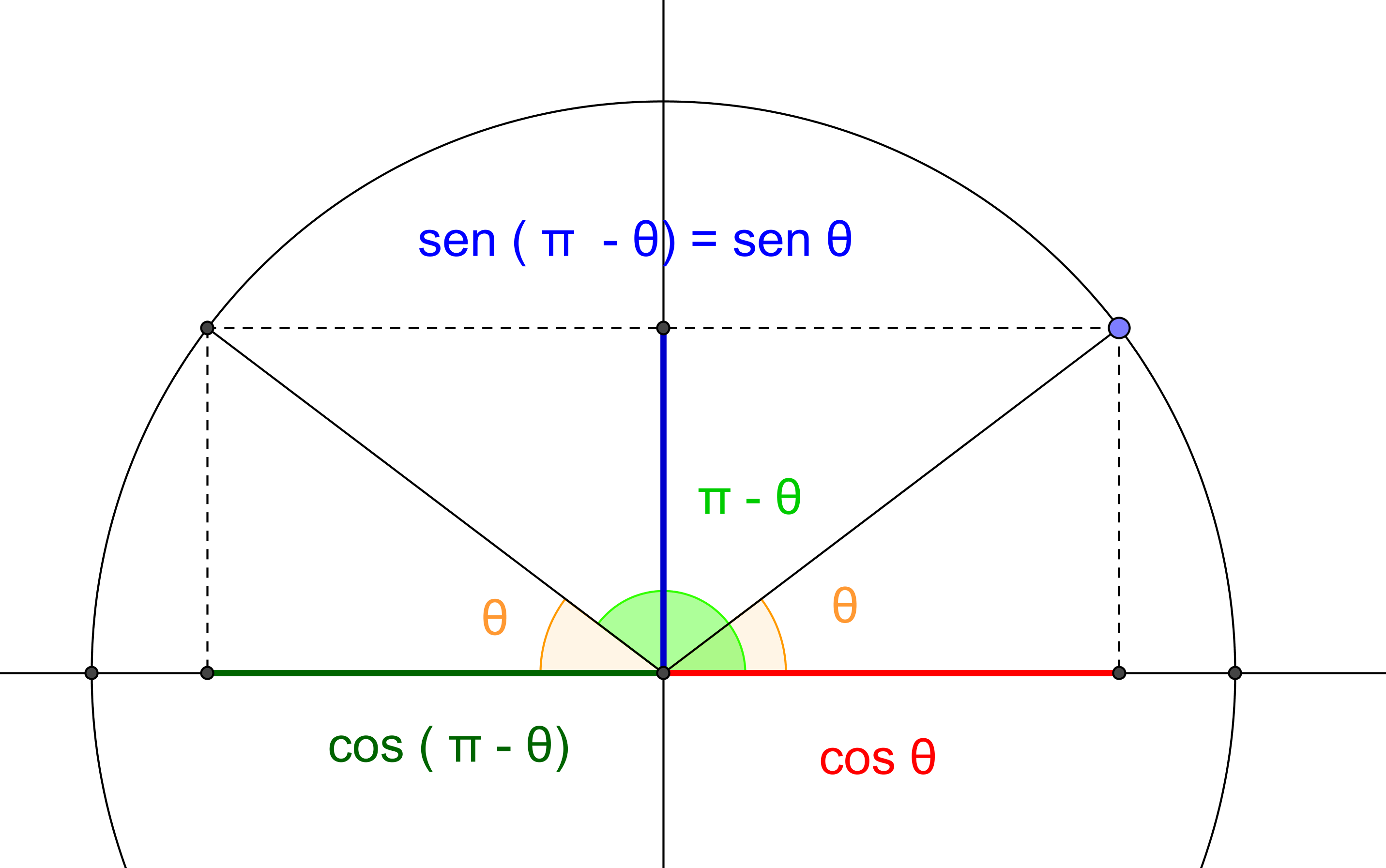
Verificação geométrica da relação existente entre seno e cosseno de ângulos suplementares.

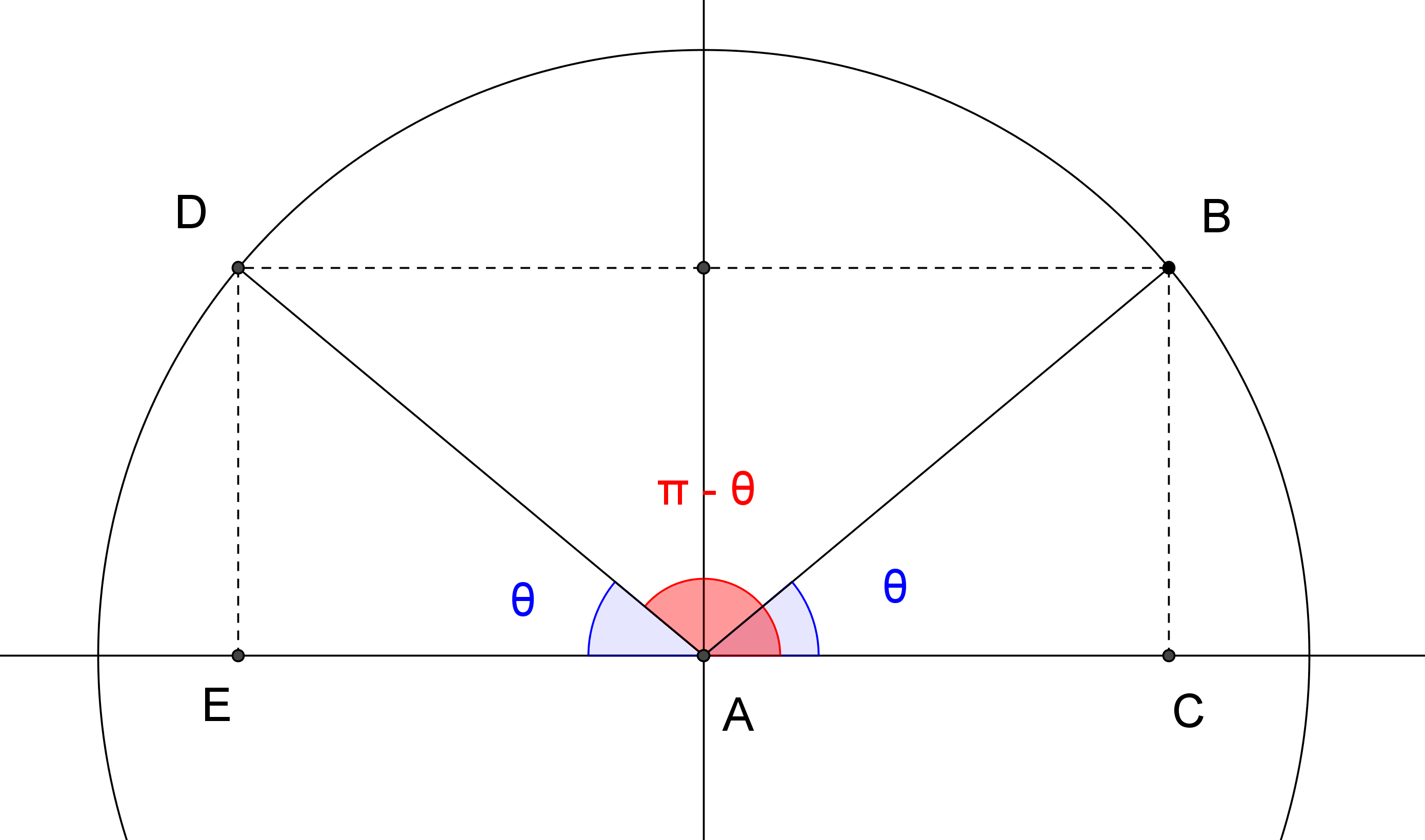

Para isso partiremos dos triângulos {\displaystyle \triangle {\text{ABC}}} e {\displaystyle \triangle {\text{ADE}}} da figura ao lado.
Observe que, nesses triângulos, temos as seguintes relações:
{\displaystyle \triangle {\text{ABC}}\quad {\begin{cases}{\text{AB}}=1\\{\text{AC}}=\cos \theta \\{\text{CB}}=\operatorname {sen} \theta \\C{\hat {A}}B=\theta \\A{\hat {C}}B=90^{\circ }\end{cases}}}
e
{\displaystyle \triangle {\text{ADE}}\quad {\begin{cases}{\text{AD}}=1\\{\text{AE}}=\left|\cos \left(\pi -\theta \right)\right|\\{\text{ED}}=\operatorname {sen} \left(\pi -\theta \right)\\D{\hat {A}}E=\theta \\A{\hat {E}}D=90^{\circ }\end{cases}}}
Assim, com base nessas relações, percebemos que os triângulos são congruentes pelo caso de congruência lado, ângulo e ângulo oposto ao lado. Da seguinte forma:
{\displaystyle {\text{AD}}\equiv {\text{AB}}\quad {\text{e}}\quad D{\hat {A}}E\equiv {C{\hat {A}}B}\quad {\text{e}}\quad A{\hat {E}}D\equiv {A{\hat {C}}B}\Rightarrow \quad \triangle {\text{ADE}}\equiv \triangle {\text{ACB}}\quad \left(LAA_{0}\right)\Longrightarrow {\begin{cases}{\text{ED}}\equiv {\text{CB}}\\{\text{AE}}\equiv {\text{AC}}\end{cases}}}
Logo, a partir dessa congruência de triângulos, temos as seguintes relações:
{\displaystyle {\text{ED}}\equiv {\text{CB}}\Longleftrightarrow \operatorname {sen} \left(\pi -\theta \right)=\operatorname {sen} \theta }
e
{\displaystyle {\text{AE}}\equiv {\text{AC}}\Longleftrightarrow \left|\cos \left(\pi -\theta \right)\right|=\cos \theta }.
Como {\displaystyle \pi -\theta } é um ângulo obtuso e que possui imagem no segundo quadrante temos que {\displaystyle \cos \left(\pi -\theta \right)} é negativo.
Assim, podemos dizer que {\displaystyle \cos \left(\pi -\theta \right)=-\cos \theta }.
Assim demonstramos a relação existente entre seno e cosseno de ângulos suplementares.

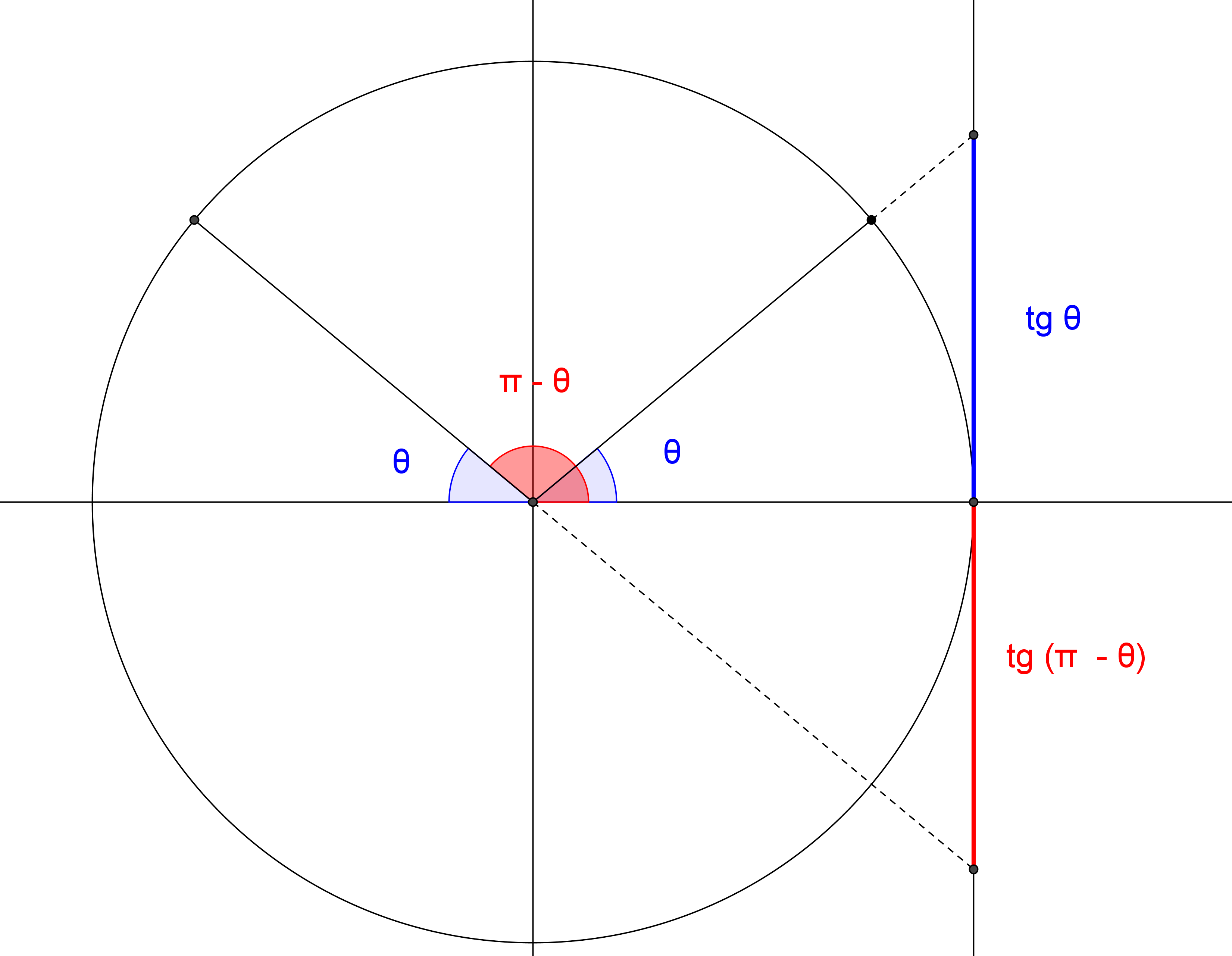
Verificação geométrica da relação existente entre tangente de ângulos suplementares

#### Simetria entre tangente e cotangente de ângulos suplementares
Para tangente e cotangente de ângulos suplementares temos as seguintes relações:
- {\displaystyle \tan \left(\pi -\theta \right)=-\tan \theta }, que significa que a tangente de um ângulo é igual ao inverso aditivo da tangente do seu suplementar;
- {\displaystyle \cot \left(\pi -\theta \right)=-\cot \theta }, que significa que a cotangente de um ângulo é igual ao inverso aditivo da cotangente do seu suplementar.

Abaixo temos as demonstrações dessas propriedades e suas verificações geométricas.

##### Demonstração algébrica
Para demonstrar essas relações partiremos das já demonstradas relações de simetria entre cosseno e seno de ângulo suplementares.
Assim, temos que {\displaystyle \operatorname {sen} \left(\pi -\theta \right)=\operatorname {sen} \theta } e que {\displaystyle \cos \left(\pi -\theta \right)=-\cos \theta }.
Escrevendo a tangente como a razão entre seno e cosseno e utilizando estas relações temos o seguinte:
{\displaystyle \tan \left(\pi -\theta \right)={\frac {\operatorname {sen} \left(\pi -\theta \right)}{\cos \left(\pi -\theta \right)}}\Longleftrightarrow \tan \left(\pi -\theta \right)={\frac {\operatorname {sen} \theta }{-\cos \theta }}=-{\frac {\operatorname {sen} \theta }{\cos \theta }}\qquad \Longrightarrow \qquad \tan \left(\pi -\theta \right)=-\tan \theta }.
Logo a tangente de um ângulo é igual ao inverso aditivo da tangente do seu suplementar.

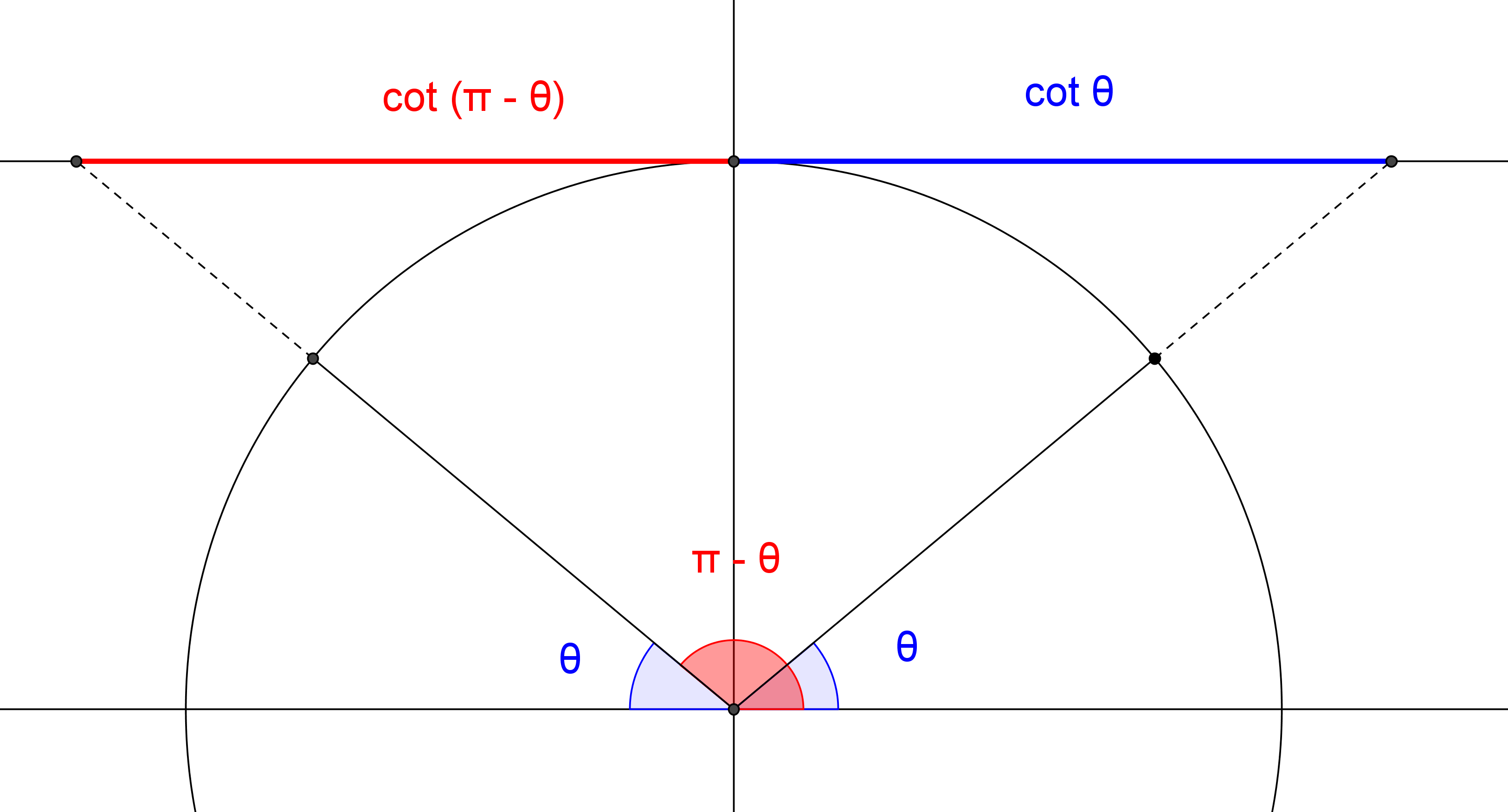
Verificação geométrica da relação existente entre cotangente de ângulos suplementares.

Tendo demonstrado essa relação para a tangente fica fácil demonstrá-la para a cotangente, bastando para isso escrever a cotangente como inverso multiplicativo da tangente, da seguinte forma:
{\displaystyle \cot \left(\pi -\theta \right)={\frac {1}{\tan \left(\pi -\theta \right)}}={\frac {1}{-\tan \theta }}=-{\frac {1}{\tan \theta }}=-\cot \theta \qquad \Longrightarrow \qquad \cot \left(\pi -\theta \right)=-\cot \theta }.
Logo a cotangente de um ângulo é igual ao inverso aditivo da cotangente do seu suplementar.

#### Simetria entre secante e cossecante de ângulos suplementares
Para a secante e cossecante de ângulos suplementares temos as seguintes relações:
- {\displaystyle \sec \left(\pi -\theta \right)=-\sec \theta }, que significa que a secante de um ângulo é igual ao inverso aditivo da secante do seu suplementar;
- {\displaystyle \csc \left(\pi -\theta \right)=+\csc \theta }, que significa que a cossecante de um ângulo é igual à cossecante do seu suplementar.

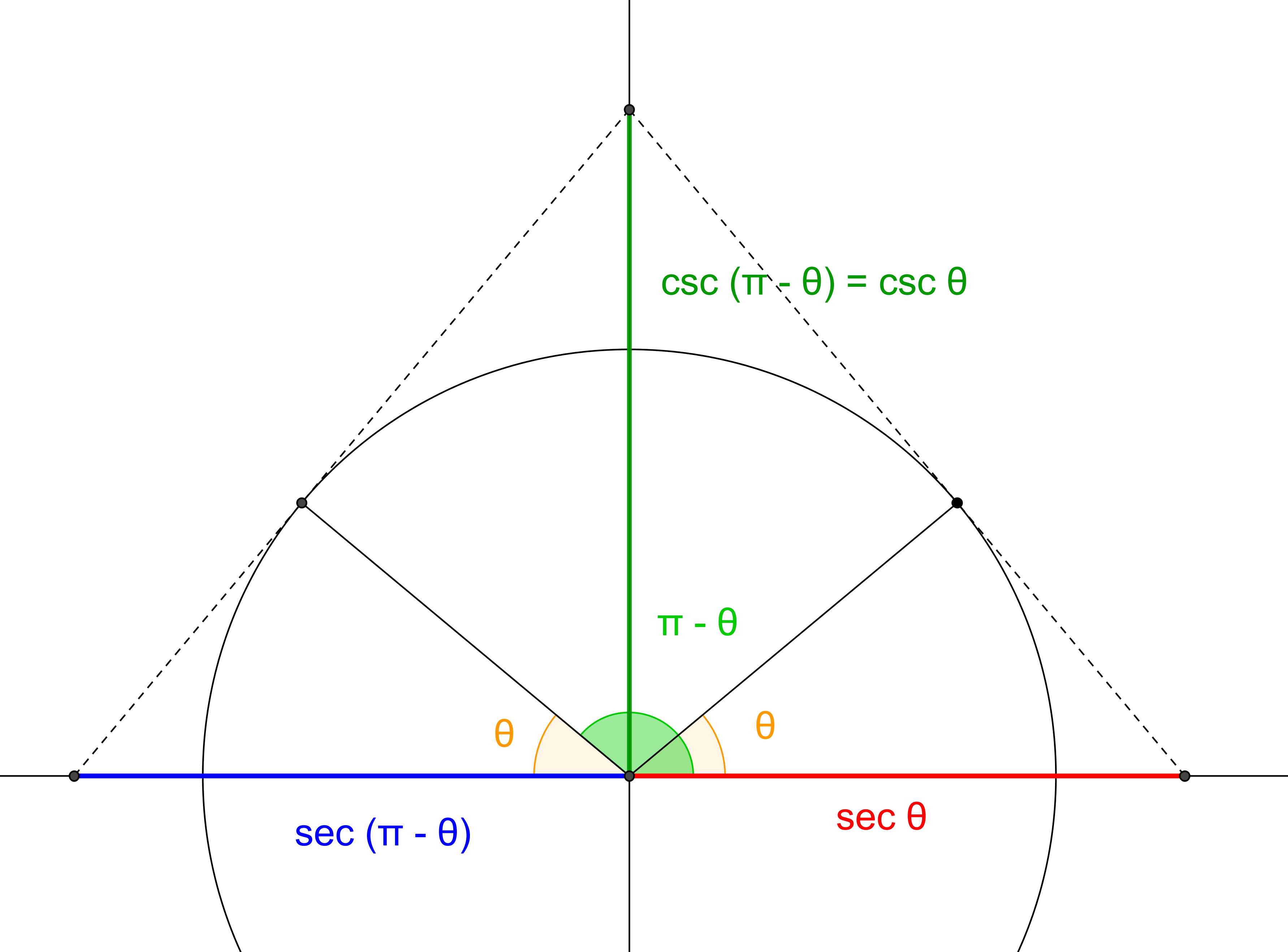
Verificação geométrica da relação de simetria entre secante e cossecante de ângulos suplementares.

Abaixo temos as demonstrações dessas propriedades e suas verificações geométricas.

##### Demonstração
Para demonstrar essas relações partiremos das relações de simetria entre seno e cosseno de ângulo suplementares.
Assim, temos:
{\displaystyle \sec \left(\pi -\theta \right)={\frac {1}{\cos \left(\pi -\theta \right)}}={\frac {1}{-\cos \theta }}=-\sec \theta \qquad \Longrightarrow \qquad \sec \left(\pi -\theta \right)=-\sec \theta }
e
{\displaystyle \csc \left(\pi -\theta \right)={\frac {1}{\operatorname {sen} \left(\pi -\theta \right)}}={\frac {1}{\operatorname {sen} \theta }}=\csc \theta \qquad \Longrightarrow \qquad \csc \left(\pi -\theta \right)=+\csc \theta }
Logo a secante de um ângulo é igual ao inverso aditivo da secante de seu suplementar e a cossecante de um ângulo é igual ao inverso aditivo da cossecante de seu suplementar.

## Translação e periodicidade
Trocando-se valores de certos ângulos, é possível obter equivalências entre as funções trigonométricas. Funções trigonométricas são periódicas, e portanto, valores específicos de ângulo para as funções trigonométricas denotam um mesmo valor.
| Adicionando-se π/2 | Adicionando-se π Período para tan e cot | Adicionando-se 2π Período para sen, cos, csc e sec |
| --- | --- | --- |
| {\displaystyle {\begin{aligned}\operatorname {sen}(\theta +{\tfrac {\pi }{2}})&=+\cos \theta \\\cos(\theta +{\tfrac {\pi }{2}})&=-\operatorname {sen} \theta \\\tan(\theta +{\tfrac {\pi }{2}})&=-\cot \theta \\\csc(\theta +{\tfrac {\pi }{2}})&=+\sec \theta \\\sec(\theta +{\tfrac {\pi }{2}})&=-\csc \theta \\\cot(\theta +{\tfrac {\pi }{2}})&=-\tan \theta \end{aligned}}} | {\displaystyle {\begin{aligned}\operatorname {sen}(\theta +\pi )&=-\operatorname {sen} \theta \\\cos(\theta +\pi )&=-\cos \theta \\\tan(\theta +\pi )&=+\tan \theta \\\csc(\theta +\pi )&=-\csc \theta \\\sec(\theta +\pi )&=-\sec \theta \\\cot(\theta +\pi )&=+\cot \theta \\\end{aligned}}} | {\displaystyle {\begin{aligned}\operatorname {sen}(\theta +2\pi )&=+\operatorname {sen} \theta \\\cos(\theta +2\pi )&=+\cos \theta \\\tan(\theta +2\pi )&=+\tan \theta \\\csc(\theta +2\pi )&=+\csc \theta \\\sec(\theta +2\pi )&=+\sec \theta \\\cot(\theta +2\pi )&=+\cot \theta \end{aligned}}} |

## Teoremas de adição
É possível deduzir fórmulas para calcular as funções trigonométricas da soma  e da diferença de números reais, se conhecermos as funções circulares desses números.
A seguir há uma tabela que contém todas as fórmulas para adições e subtrações de arcos e, abaixo, suas demonstrações.
| Seno          | {\displaystyle \operatorname {sen}(\alpha \pm \beta )=\operatorname {sen} \alpha \cos \beta \pm \cos \alpha \operatorname {sen} \beta }                                 |
| Cosseno       | {\displaystyle \cos(\alpha \pm \beta )=\cos \alpha \cos \beta \mp \operatorname {sen} \alpha \operatorname {sen} \beta }                                                |
| Tangente      | {\displaystyle \tan(\alpha \pm \beta )={\frac {\tan \alpha \pm \tan \beta }{1\mp \tan \alpha \tan \beta }}}                                                             |
| Cotangente    | {\displaystyle \cot(\alpha \pm \beta )={\frac {\cot \alpha .\cot \beta \mp 1}{\cot \beta \pm \cot \alpha }}}                                                            |
| Arco seno     | {\displaystyle \operatorname {arcsen} \alpha \pm \operatorname {arcsen} \beta =\operatorname {arcsen} (\alpha {\sqrt {1-\beta ^{2}}}\pm \beta {\sqrt {1-\alpha ^{2}}})} |
| Arco coseno   | {\displaystyle \arccos \alpha \pm \arccos \beta =\arccos(\alpha \beta \mp {\sqrt {(1-\alpha ^{2})(1-\beta ^{2})}})}                                                     |
| Arco tangente | {\displaystyle \arctan \alpha \pm \arctan \beta =\arctan \left({\frac {\alpha \pm \beta }{1\mp \alpha \beta }}\right)}                                                  |

### Demonstrações

#### Cosseno da Soma[1]

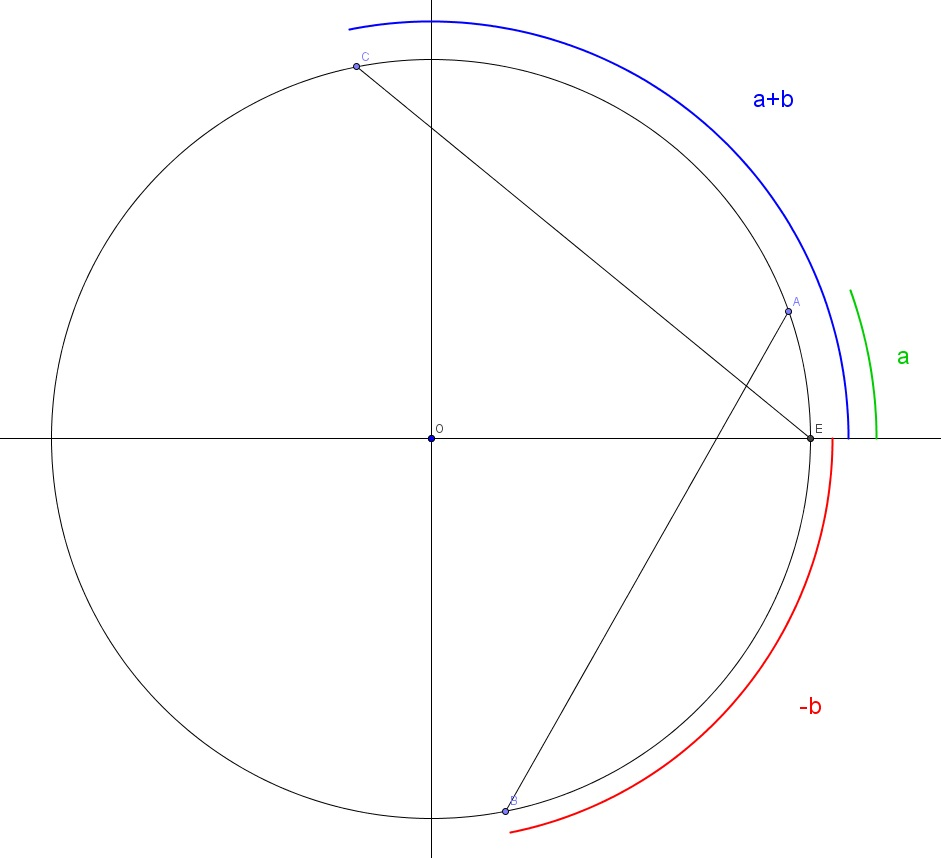
Soma de arcos

Para descobrir o cosseno da soma de dois arcos (ou ângulos) segue a seguinte fórmula:{\displaystyle \cos({\text{a}}+{\text{b}})=\cos {\text{a}}.\cos {\text{b}}-\operatorname {sen} {\text{a}}.\operatorname {sen} {\text{b}}}
Demonstração:
Sejam os pontos {\displaystyle {\text{A}},} {\displaystyle {\text{B}},} {\displaystyle {\text{C}}} da figura ao lado, associados aos arcos {\displaystyle a,} {\displaystyle -b} e {\displaystyle a+b,} respectivamente. Assim, conforme já fora demonstrado, as coordenadas cartesianas dos pontos {\displaystyle {\text{A}},} {\displaystyle {\text{B}},} {\displaystyle {\text{C}}} e {\displaystyle {\text{E}}} são as seguintes:
{\displaystyle {\text{A}}(\cos {\text{a}},\operatorname {sen} {\text{a}})}
{\displaystyle {\text{B}}(\cos {\text{b}},-\operatorname {sen} {\text{b}})}
{\displaystyle {\text{C}}(\cos({\text{a}}+{\text{b}}),\operatorname {sen}({\text{a}}+{\text{b}}))}
{\displaystyle {\text{E}}(1,0).}
Observa-se, também, que os arcos que há entre os pontos A e B é igual ao arco que há entre o ponto E e C, o que faz com as respectivas cordas sejam iguais, logo:  {\displaystyle {\overline {AB}}\,\!={\overline {EC}}.}
Aplicando a fórmula da distância entre dois pontos da geometria analítica, temos:
{\displaystyle ({\overline {AB}})^{2}=[\cos {\text{a}}-\cos {\text{b}}]^{2}+[\operatorname {sen} {\text{a}}-(-\operatorname {sen} {\text{b}})]^{2}} e {\displaystyle ({\overline {EC}})^{2}=[\cos({\text{a}}+{\text{b}})-1]^{2}+[\operatorname {sen}({\text{a}}+{\text{b}})-0]^{2}.}
Simplificando a primeira relação, temos:
{\displaystyle ({\overline {AB}})^{2}=\cos ^{2}{\text{a}}-2.\cos {\text{a}}.\cos {\text{b}}+\cos ^{2}{\text{b}}+\operatorname {sen} ^{2}{\text{a}}+2.\operatorname {sen} {\text{a}}.\operatorname {sen} {\text{b}}+\operatorname {sen} ^{2}{\text{b}}.}
Sabendo que {\displaystyle \operatorname {sen} ^{2}{\text{a}}+\cos ^{2}{\text{a}}=1,} podemos reescrever:
{\displaystyle ({\overline {AB}})^{2}=2-2.\cos {\text{a}}.\cos {\text{b}}+2.\operatorname {sen} {\text{a}}.\operatorname {sen} {\text{b}}.}
Simplificando a segunda relação, temos:
{\displaystyle ({\overline {EC}})^{2}=\cos ^{2}({\text{a}}+{\text{b}})-2.\cos({\text{a}}+{\text{b}})+1+\operatorname {sen} ^{2}({\text{a}}+{\text{b}}).}
Sabendo que {\displaystyle \operatorname {sen} ^{2}({\text{a}}+{\text{b}})+\cos ^{2}({\text{a}}+{\text{b}})=1,} podemos reescrever:
{\displaystyle ({\overline {EC}})^{2}=2-2.\cos({\text{a}}+{\text{b}}).}
Por fim, sabendo que se {\displaystyle {\overline {AB}}\,\!={\overline {EC}},} então {\displaystyle ({\overline {AB}}\,\!)^{2}=({\overline {EC}})^{2};} logo podemos igualar as duas relações da seguinte forma:
{\displaystyle 2-2.\cos({\text{a}}+{\text{b}})=2-2.\cos {\text{a}}.\cos {\text{b}}+2.\operatorname {sen} {\text{a}}.\operatorname {sen} {\text{b}}}
Podemos, por fim isolar o cosseno da soma em um dos lados da igualdade:
{\displaystyle \cos({\text{a}}+{\text{b}})={\frac {-2.\cos {\text{a}}.\cos {\text{b}}+2.\operatorname {sen} {\text{a}}.\operatorname {sen} {\text{b}}+2-2}{-2}}\Rightarrow \cos({\text{a}}+{\text{b}})=\cos {\text{a}}.\cos {\text{b}}-\operatorname {sen} {\text{a}}.\operatorname {sen} {\text{b}}} .

#### Cosseno da diferença:[1]
De forma similar ao cosseno da soma, o cosseno da diferença pode ser expresso por:
{\displaystyle \cos({\text{a}}-{\text{b}})=\cos {\text{a}}.\cos {\text{b}}+\operatorname {sen} {\text{a}}.\operatorname {sen} {\text{b}}}
Demonstração:
Seja o cosseno da soma já demonstrado, podemos demonstrar o cosseno da diferença através de algebrismos simples:
{\displaystyle \cos({\text{a}}-{\text{b}})=\cos[{\text{a}}+(-{\text{b}})]}
Assim, aplicando-se a formula do cosseno da soma obtêm-se:
{\displaystyle \cos[{\text{a}}+(-{\text{b}})]=\cos {\text{a}}.\cos(-{\text{b}})-\operatorname {sen} {\text{a}}.\operatorname {sen}(-{\text{b}})}
De tal modo, sabendo que:
{\displaystyle \operatorname {sen}(-{\text{b}})=-\operatorname {sen} {\text{b}}} e {\displaystyle \cos(-{\text{b}})=\cos {\text{b}}}
Podemos reescrever como:
{\displaystyle \cos({\text{a}}-{\text{b}})=\cos {\text{a}}.\cos {\text{b}}-\operatorname {sen} {\text{a}}.(-\operatorname {sen} {\text{b}})}
Logo:
{\displaystyle \cos({\text{a}}-{\text{b}})=\cos {\text{a}}.\cos {\text{b}}+\operatorname {sen} {\text{a}}.\operatorname {sen} {\text{b}}}

#### Seno da soma
Para descobrir o seno da soma entre dois arcos segue a seguinte fórmula:
{\displaystyle \operatorname {sen}({\text{a}}+{\text{b}})=\operatorname {sen} {\text{a}}.\cos {\text{b}}+\operatorname {sen} {\text{b}}.\cos {\text{a}}}
Demonstração:
Através das relações de simetria entre seno e cosseno, sabemos que:
{\displaystyle \operatorname {sen} {\text{x}}=\cos \left({\frac {\pi }{2}}-{\text{x}}\right)} e {\displaystyle \cos {\text{x}}=\operatorname {sen} \left({\frac {\pi }{2}}-{\text{x}}\right)}
Assim, podemos escrever:
{\displaystyle \operatorname {sen}({\text{a}}+{\text{b}})=\cos \left[{\frac {\pi }{2}}-({\text{a}}+{\text{b}})\right]=\cos \left[({\frac {\pi }{2}}-{\text{a}})-{\text{b}}\right]}
Aplicando-se a já demonstrada fórmula do cosseno da diferença, temos:
{\displaystyle \cos \left[({\frac {\pi }{2}}-{\text{a}})-{\text{b}}\right]=\cos \left({\frac {\pi }{2}}-{\text{a}}\right).\cos {\text{b}}+\operatorname {sen} \left({\frac {\pi }{2}}-{\text{a}}\right).\operatorname {sen} {\text{b}}}
Portanto, aplicando novamente as relações de simetria, chegamos à formula:
{\displaystyle \operatorname {sen}({\text{a}}+{\text{b}})=\operatorname {sen} {\text{a}}.\cos {\text{b}}+\operatorname {sen} {\text{b}}.\cos {\text{a}}}

#### Seno da diferença
De forma similar ao seno da soma, o seno da diferença é expresso por:
{\displaystyle \operatorname {sen}({\text{a}}-{\text{b}})=\operatorname {sen} {\text{a}}.\cos {\text{b}}-\operatorname {sen} {\text{b}}.\cos {\text{a}}}
Demonstração:
Seja o seno da soma já demonstrado, é possível demonstrar o seno da diferença através de algebrismos simples:
{\displaystyle \operatorname {sen}({\text{a}}-{\text{b}})=\operatorname {sen}[{\text{a}}+(-{\text{b}})]}
Aplicando-se a fórmula do seno da soma temos:
{\displaystyle \operatorname {sen}[{\text{a}}+(-{\text{b}})]=\operatorname {sen} {\text{a}}.\cos(-{\text{b}})+\operatorname {sen}(-{\text{b}}).\cos {\text{a}}}
Tendo em mente que:
{\displaystyle \operatorname {sen}(-{\text{b}})=-\operatorname {sen} {\text{b}}} e {\displaystyle \cos(-{\text{b}})=\cos {\text{b}}}
Podemos reescrever:
{\displaystyle \operatorname {sen}({\text{a}}-{\text{b}})=\operatorname {sen} {\text{a}}.(\cos {\text{b}})+(-\operatorname {sen} {\text{b}}).\cos {\text{a}}}
Logo:
{\displaystyle \operatorname {sen}({\text{a}}-{\text{b}})=\operatorname {sen} {\text{a}}.\cos {\text{b}}-\operatorname {sen} {\text{b}}.\cos {\text{a}}}

#### Tangente da Soma[1]
Para obter a tangente da soma de dois arcos utiliza-se a seguinte fórmula:
{\displaystyle \tan({\text{a}}+{\text{b}})={\frac {\tan {\text{a}}+\tan {\text{b}}}{1-\tan {\text{a}}.\tan {\text{b}}}}}
Demonstração:
Seja {\displaystyle \tan {\text{x}}={\frac {\operatorname {sen} {\text{x}}}{\cos {\text{x}}}},} podemos escrever:
{\displaystyle \tan({\text{a}}+{\text{b}})={\frac {\operatorname {sen}({\text{a}}+{\text{b}})}{\cos({\text{a}}+{\text{b}})}}}
Aplicando-se as fórmulas já demonstradas do seno e do cosseno da soma, temos que:
{\displaystyle \tan({\text{a}}+{\text{b}})={\frac {\operatorname {sen} {\text{a}}.\cos {\text{b}}+\operatorname {sen} {\text{b}}.\cos {\text{a}}}{\cos {\text{a}}.\cos {\text{b}}-\operatorname {sen} {\text{a}}.\operatorname {sen} {\text{b}}}}}
Podemos dividir o denominador e o numerador por {\displaystyle \cos {\text{a}}.\cos {\text{b}}} de forma a reescrever a fórmula:
{\displaystyle \tan({\text{a}}+{\text{b}})={\frac {\frac {\operatorname {sen} {\text{a}}.\cos {\text{b}}+\operatorname {sen} {\text{b}}.\cos {\text{a}}}{\cos {\text{a}}.\cos {\text{b}}}}{\frac {\cos {\text{a}}.\cos {\text{b}}-\operatorname {sen} {\text{a}}.\operatorname {sen} {\text{b}}}{\cos {\text{a}}.\cos {\text{b}}}}}={\frac {{\frac {\operatorname {sen} {\text{a}}.\cos {\text{b}}}{\cos {\text{a}}.\cos {\text{b}}}}+{\frac {\operatorname {sen} {\text{b}}.\cos {\text{a}}}{\cos {\text{a}}.\cos {\text{b}}}}}{{\frac {\cos {\text{a}}.\cos {\text{b}}}{\cos {\text{a}}.\cos {\text{b}}}}-{\frac {\operatorname {sen} {\text{a}}.\operatorname {sen} {\text{b}}}{\cos {\text{a}}.\cos {\text{b}}}}}}}
Simplificando, temos:
{\displaystyle \tan({\text{a}}+{\text{b}})={\frac {1.\tan {\text{a}}+1.\tan {\text{b}}}{1-\tan {\text{a}}.\tan {\text{b}}}}}
Logo:
{\displaystyle \tan({\text{a}}+{\text{b}})={\frac {\tan {\text{a}}+\tan {\text{b}}}{1-\tan {\text{a}}.\tan {\text{b}}}}.}

#### Tangente da diferença
De forma análoga à tangente da soma, a tangente da diferença pode ser obtida através da fórmula:
{\displaystyle \tan({\text{a}}-{\text{b}})={\frac {\tan {\text{a}}-\tan {\text{b}}}{1+\tan {\text{a}}.\tan {\text{b}}}}}
Demonstração:
Sabendo que
{\displaystyle \tan({\text{a}}-{\text{b}})=\tan[{\text{a}}+(-{\text{b}})]}
Podemos aplicar a fórmula da tangente da soma do seguinte modo:
{\displaystyle \tan[{\text{a}}+(-{\text{b}})]={\frac {\tan {\text{a}}+\tan(-{\text{b}})}{1-\tan {\text{a}}.\tan(-{\text{b}})}}}
Tendo em mente que {\displaystyle \tan(-{\text{b}})=-\tan {\text{b}},} podemos reescrever como:
{\displaystyle \tan({\text{a}}-{\text{b}})={\frac {\tan {\text{a}}+(-\tan {\text{b}})}{1-\tan {\text{a}}.(-\tan {\text{b}})}}}
Logo:
{\displaystyle \tan({\text{a}}-{\text{b}})={\frac {\tan {\text{a}}-\tan {\text{b}}}{1+\tan {\text{a}}.\tan {\text{b}}}}.}

#### Cotangente da soma
Para calcular a cotangente da soma de dois arcos utiliza-se a seguinte fórmula:
{\displaystyle \cot({\text{a}}+{\text{b}})={\frac {\cot {\text{a}}.\cot {\text{b}}-1}{\cot {\text{a}}+\cot {\text{b}}}}}
Demonstração:
Seja {\displaystyle \cot {\text{x}}={\frac {\cos {\text{x}}}{\operatorname {sen} {\text{x}}}},} podemos escrever:
{\displaystyle \cot({\text{a}}+{\text{b}})={\frac {\cos({\text{a}}+{\text{b}})}{\operatorname {sen}({\text{a}}+{\text{b}})}}.}
Aplicando-se as fórmulas já demonstradas do cosseno e do seno da soma, temos:
{\displaystyle \cot({\text{a}}+{\text{b}})={\frac {\cos {\text{a}}.\cos {\text{b}}-\operatorname {sen} {\text{a}}.\operatorname {sen} {\text{b}}}{\operatorname {sen} {\text{a}}.\cos {\text{b}}+\operatorname {sen} {\text{b}}.\cos {\text{a}}}}}
Podemos dividir o numerador e o denominador por {\displaystyle \operatorname {sen} {\text{a}}.\operatorname {sen} {\text{b}}} para reescrever a fórmula:
{\displaystyle \cot({\text{a}}+{\text{b}})={\frac {\frac {\cos {\text{a}}.\cos {\text{b}}-\operatorname {sen} {\text{a}}.\operatorname {sen} {\text{b}}}{\operatorname {sen} {\text{a}}.\operatorname {sen} {\text{b}}}}{\frac {\operatorname {sen} {\text{a}}.\cos {\text{b}}+\operatorname {sen} {\text{b}}.\cos {\text{a}}}{\operatorname {sen} {\text{a}}.\operatorname {sen} {\text{b}}}}}={\frac {{\frac {\cos {\text{a}}.\cos {\text{b}}}{\operatorname {sen} {\text{a}}.\operatorname {sen} {\text{b}}}}-{\frac {\operatorname {sen} {\text{a}}.\operatorname {sen} {\text{b}}}{\operatorname {sen} {\text{a}}.\operatorname {sen} {\text{b}}}}}{{\frac {\operatorname {sen} {\text{a}}.\cos {\text{b}}}{\operatorname {sen} {\text{a}}.\operatorname {sen} {\text{b}}}}+{\frac {\operatorname {sen} {\text{b}}.\cos {\text{a}}}{\operatorname {sen} {\text{a}}.\operatorname {sen} {\text{b}}}}}}}
Simplificando:
{\displaystyle \cot({\text{a}}+{\text{b}})={\frac {\cot {\text{a}}.\cot {\text{b}}-1}{1.\cot {\text{b}}+1.\cot {\text{a}}}}}
Logo:
{\displaystyle \cot({\text{a}}+{\text{b}})={\frac {\cot {\text{a}}.\cot {\text{b}}-1}{\cot {\text{a}}+\cot {\text{b}}}}}

#### Cotangente da diferença
De forma análoga à cotangente da soma, pode-se calcular a cotangente da diferença entre dois arcos aplicando-se a seguinte fórmula:
{\displaystyle \cot({\text{a}}-{\text{b}})={\frac {\cot {\text{a}}.\cot {\text{b}}+1}{\cot {\text{b}}-\cot {\text{a}}}}}
Demonstração
Seja {\displaystyle \cot({\text{a}}-{\text{b}})=\cot[{\text{a}}+(-{\text{b}})],} podemos aplicar a fórmula da cotangente da soma da seguinte maneira:
{\displaystyle \cot[{\text{a}}+(-{\text{b}})]={\frac {\cot {\text{a}}.\cot(-{\text{b}})-1}{\cot {\text{a}}+\cot(-{\text{b}})}}}
Sabendo que {\displaystyle \cot(-{\text{b}})=-\cot {\text{b}},} podemos reescrever:
{\displaystyle \cot({\text{a}}-{\text{b}})={\frac {\cot {\text{a}}.(-\cot {\text{b}})-1}{\cot {\text{a}}+(-\cot {\text{b}})}}={\frac {-\cot {\text{a}}.\cot {\text{b}}-1}{\cot {\text{a}}-\cot {\text{b}}}}}
Logo:
{\displaystyle \cot({\text{a}}+{\text{b}})={\frac {\cot {\text{a}}.\cot {\text{b}}+1}{\cot {\text{b}}-\cot {\text{a}}}}}

## Função geral
A função geral é uma representação das funções trigonométricas criada a fim de simplificar e tornar mais intuitivas suas propriedades e relações. Ela é definida do seguinte modo: {\displaystyle V_{0}(\theta )=\cos(\theta )} e {\displaystyle D_{\theta }^{n}V_{x}(\theta )=V_{n+x}(\theta )}, em que {\displaystyle D_{x}^{n}} é a notação de Euler para diferenciação. Exemplificam-se as abaixo as representações tradicionais na forma generalizada :
1. {\displaystyle V_{-2}(x)=-\cos(x)}
2. {\displaystyle V_{-1}(x)=\operatorname {sen}(x)}
3. {\displaystyle V_{0}(x)=\cos(x)}
4. {\displaystyle V_{0,5}(x)=\cos(x-\pi /4)}
5. {\displaystyle V_{1}(x)=-\operatorname {sen}(x)}

Detalhes de notação: {\displaystyle V_{a}=V_{a}(0)}

#### Propriedades
1. Base par: {\displaystyle V_{p}(\theta )=V_{p}(-\theta )}
2. Relação fundamental: se {\displaystyle a-b} for um número ímpar, então {\displaystyle V_{a}^{2}(x)+V_{b}^{2}(x)=1}
3. Base ímpar:{\displaystyle V_{i}(\theta )=-V_{i}(-\theta )}
4. Mudança de Base: {\displaystyle V_{a}(\theta )=V_{b}\left(\theta +{\tfrac {a-b}{2}}\pi \right)}
5. Periodicidade da base: {\displaystyle V_{a}(\theta )=(-1)^{k}V_{a+2k}(\theta ),k\in \mathbb {Z} }
6. Periodicidade do arco: {\displaystyle V_{a}(\theta )=V_{a}(\theta +2k\pi ),k\in \mathbb {Z} }
7. Extrusão de base: {\displaystyle V_{a}(\theta )=V_{0}\left(\theta +a{\frac {\pi }{2}}\right)}
8. "Passar arco para o outro lado": {\displaystyle V_{\alpha }(x+a)=V_{\beta }(b)\implies V_{\alpha }(x)=V_{\beta }(b-\alpha )}

#### Transformação soma-produto
{\displaystyle V_{a}(x)+V_{b}(y)=2V_{\tfrac {a+b}{2}}\left({\tfrac {x+y}{2}}\right)V_{\tfrac {a-b}{2}}\left({\tfrac {x-y}{2}}\right)}
Exemplos:
1. Soma de cossenos: {\displaystyle {\begin{cases}\cos(a)+\cos(b)&=&2\cos \left({\tfrac {a+b}{2}}\right)\cos \left({\tfrac {a-b}{2}}\right)\iff \\\iff V_{0}(a)+V_{0}(b)&=&2V_{\tfrac {0+0}{2}}\left({\tfrac {a+b}{2}}\right)V_{\tfrac {0-0}{2}}\left({\tfrac {a-b}{2}}\right)\iff \\\iff V_{0}(a)+V_{0}(b)&=&2V_{0}\left({\tfrac {a+b}{2}}\right)V_{0}\left({\tfrac {a-b}{2}}\right)\end{cases}}}
2. Diferença de cossenos: {\displaystyle {\begin{cases}\cos(a)-\cos(b)&=&-2\operatorname {sen} \left({\tfrac {a+b}{2}}\right)\operatorname {sen} \left({\tfrac {a-b}{2}}\right)\iff \\\iff V_{0}(a)+V_{2}(b)&=&2V_{\tfrac {0+2}{2}}\left({\tfrac {a+b}{2}}\right)V_{\tfrac {0-2}{2}}\left({\tfrac {a-b}{2}}\right)\iff \\\iff V_{0}(a)+V_{2}(b)&=&2V_{1}\left({\tfrac {a+b}{2}}\right)V_{-1}\left({\tfrac {a-b}{2}}\right)\iff \\\iff V_{0}(a)+V_{2}(b)&=&-2V_{-1}\left({\tfrac {a+b}{2}}\right)V_{-1}\left({\tfrac {a-b}{2}}\right)\end{cases}}}
3. Soma de senos: {\displaystyle {\begin{cases}\operatorname {sen}(a)+\operatorname {sen}(b)&=&2\operatorname {sen} \left({\tfrac {a+b}{2}}\right)\cos \left({\tfrac {a-b}{2}}\right)\iff \\\iff V_{-1}(a)+V_{-1}(b)&=&2V_{\tfrac {-1-1}{2}}\left({\tfrac {a+b}{2}}\right)V_{\tfrac {-1+1}{2}}\left({\tfrac {a-b}{2}}\right)\iff \\\iff V_{-1}(a)+V_{-1}(b)&=&2V_{-1}\left({\tfrac {a+b}{2}}\right)V_{0}\left({\tfrac {a-b}{2}}\right)\end{cases}}}
4. Diferença de senos: {\displaystyle {\begin{cases}\operatorname {sen}(a)-\operatorname {sen}(b)&=&2\cos \left({\tfrac {a+b}{2}}\right)\operatorname {sen} \left({\tfrac {a-b}{2}}\right)\iff \\\iff V_{-1}(a)+V_{1}(b)&=&2V_{\tfrac {-1+1}{2}}\left({\tfrac {a+b}{2}}\right)V_{\tfrac {-1-1}{2}}\left({\tfrac {a-b}{2}}\right)\iff \\\iff V_{-1}(a)+V_{1}(b)&=&2V_{0}\left({\tfrac {a+b}{2}}\right)V_{-1}\left({\tfrac {a-b}{2}}\right)\end{cases}}}

#### Transformação de produto em soma
É também possível transformar produto de gerais em soma de gerais. Isto é feito da seguinte forma:
- Para 2 termos, {\displaystyle V_{a}(x)V_{b}(y)={\tfrac {1}{2}}[V_{a+b}(x+y)+V_{a-b}(x-y)]}
- Para 3 termos, {\displaystyle V_{a}(x)V_{b}(y)V_{c}(z)={\tfrac {1}{4}}[V_{a+b+c}(x+y+z)+V_{a+b-c}(x+y-z)+V_{a-b+c}(x-y+z)+V_{a-b-c}(x-y-z)]}
- Para 4 termos, {\displaystyle V_{a}(w)V_{b}(x)V_{c}(y)V_{d}(z)={\frac {1}{8}}\left[{\begin{array}{c}V_{a+b+c+d}(w+x+y+z)+V_{a+b+c-d}(w+x+y-z)+\\+V_{a+b-c+d}(w+x-y+z)+V_{a+b-c-d}(w+x-y-z)+\\+V_{a-b+c+d}(w-x+y+z)+V_{a-b+c-d}(w-x+y-z)+\\+V_{a-b-c+d}(w-x-y+z)+V_{a-b-c-d}(w-x-y-z)\end{array}}\right]}
- Para 5 termos, {\displaystyle V_{a}(v)V_{b}(w)V_{c}(x)V_{d}(y)V_{e}(z)={\frac {1}{16}}\left[{\begin{array}{c}V_{a+b+c+d+e}(v+w+x+y+z)+V_{a+b+c+d-e}(v+w+x+y-z)+\\+V_{a+b+c-d+e}(v+w+x-y+z)+V_{a+b+c-d-e}(v+w+x-y-z)+\\+V_{a+b-c+d+e}(v+w-x+y+z)+V_{a+b-c+d-e}(v+w-x+y-z)+\\+V_{a+b-c-d+e}(v+w-x-y+z)+V_{a+b-c-d-e}(v+w-x-y-z)+\\+V_{a-b+c+d+e}(v-w+x+y+z)+V_{a-b+c+d-e}(v-w+x+y-z)+\\+V_{a-b+c-d+e}(v-w+x-y+z)+V_{a-b+c-d-e}(v-w+x-y-z)+\\+V_{a-b-c+d+e}(v-w-x+y+z)+V_{a-b-c+d-e}(v-w-x+y-z)+\\+V_{a-b-c-d+e}(v-w-x-y+z)+V_{a-b-c-d-e}(v-w-x-y-z)\end{array}}\right]}

Repare a sequência binária nos sinais '+' e '-'. Para 3 termos, por exemplo, note que os sinais entre 'a', 'b' e 'c' se comportam da seguinte maneira: ++, +-, -+, --. O comportamento binário é observado para qualquer quantidade de termos. Tal formulação é bastante vantajosa para um alto número de termos, encontrados, entre outros, no estudo de máquinas elétricas (como no cálculo do torque eletromagnético, que demanda 3 termos) - a qual seria de difícil obtenção através dos meios tradicionais.
Exemplos:
1. Produto do seno com o cosseno: {\displaystyle {\begin{cases}\operatorname {sen}(a)\cos(b)&=&{\tfrac {1}{2}}[\operatorname {sen}(a+b)+\operatorname {sen}(a-b)]\iff \\\iff V_{-1}(a)V_{0}(b)&=&{\tfrac {1}{2}}[V_{-1+0}(a+b)+V_{-1-0}(a-b)]\iff \\\iff V_{-1}(a)V_{0}(b)&=&{\tfrac {1}{2}}[V_{-1}(a+b)+V_{-1}(a-b)]\end{cases}}}
2. Produto de cossenos: {\displaystyle {\begin{cases}\cos(a)\cos(b)&=&{\tfrac {1}{2}}[\cos(a+b)+\cos(a-b)]\iff \\\iff V_{0}(a)V_{0}(b)&=&{\tfrac {1}{2}}[V_{0+0}(a+b)+V_{0-0}(a-b)]\iff \\\iff V_{0}(a)V_{0}(b)&=&{\tfrac {1}{2}}[V_{0}(a+b)+V_{0}(a-b)]\end{cases}}}
3. Produto do cosseno com o seno: {\displaystyle {\begin{cases}\cos(a)\operatorname {sen}(b)&=&{\tfrac {1}{2}}[\operatorname {sen}(a+b)-\operatorname {sen}(a-b)]\iff \\\iff V_{0}(a)V_{-1}(b)&=&{\tfrac {1}{2}}[V_{0-1}(a+b)+V_{0+1}(a-b)]\iff \\\iff V_{0}(a)V_{-1}(b)&=&{\tfrac {1}{2}}[V_{-1}(a+b)+V_{1}(a-b)]\iff \\\iff V_{0}(a)V_{-1}(b)&=&{\tfrac {1}{2}}[V_{-1}(a+b)-V_{-1}(a-b)]\end{cases}}}
4. Produto de senos: {\displaystyle {\begin{cases}\operatorname {sen}(a)\operatorname {sen}(b)&=&{\tfrac {1}{2}}[\cos(a-b)-\cos(a+b)]\iff \\\iff V_{-1}(a)V_{-1}(b)&=&{\tfrac {1}{2}}[V_{-1-1}(a+b)+V_{-1+1}(a-b)]\iff \\\iff V_{-1}(a)V_{-1}(b)&=&{\tfrac {1}{2}}[V_{-2}(a+b)+V_{0}(a-b)]\iff \\\iff V_{-1}(a)V_{-1}(b)&=&{\tfrac {1}{2}}[-V_{0}(a+b)+V_{0}(a-b)]\end{cases}}}

#### Soma de arcos
Para uma geral de dado arco, é possível decompô-la em soma de produtos de gerais de outros arcos.
- Em 2 arcos, {\displaystyle V_{a}(x+y)=V_{a}(x)V_{0}(y)+V_{a+1}(x)V_{-1}(y)}
- Em 3 arcos, {\displaystyle V_{a}(x+y+z)=V_{a}(x)V_{0}(y)V_{0}(z)+V_{a+1}(x)V_{0}(y)V_{-1}(z)+V_{a+1}(x)V_{-1}(y)V_{0}(z)+V_{a+2}(x)V_{-1}(y)V_{-1}(z)}
- Em 4 arcos, {\displaystyle V_{a}(w+x+y+z)=\left({\begin{array}{c}V_{a}(w)V_{0}(x)V_{0}(y)V_{0}(z)+V_{a+1}(w)V_{0}(x)V_{0}(y)V_{-1}(z)+\\+V_{a+1}(w)V_{0}(x)V_{-1}(y)V_{0}(z)+V_{a+2}(w)V_{0}(x)V_{-1}(y)V_{-1}(z)+\\+V_{a+1}(w)V_{-1}(x)V_{0}(y)V_{0}(z)+V_{a+2}(w)V_{-1}(x)V_{0}(y)V_{-1}(z)+\\+V_{a+2}(w)V_{-1}(x)V_{-1}(y)V_{0}(z)+V_{a+3}(w)V_{-1}(x)V_{-1}(y)V_{-1}(z)\\\end{array}}\right)}
- Em 5 arcos, {\displaystyle V_{a}(v+w+x+y+z)=\left({\begin{array}{c}V_{a}(v)V_{0}(w)V_{0}(x)V_{0}(y)V_{0}(z)+V_{a+1}(v)V_{0}(w)V_{0}(x)V_{0}(y)V_{-1}(z)+\\+V_{a+1}(v)V_{0}(w)V_{0}(x)V_{-1}(y)V_{0}(z)+V_{a+2}(v)V_{0}(w)V_{0}(x)V_{-1}(y)V_{-1}(z)+\\+V_{a+1}(v)V_{0}(w)V_{-1}(x)V_{0}(y)V_{0}(z)+V_{a+2}(v)V_{0}(w)V_{-1}(x)V_{0}(y)V_{-1}(z)+\\+V_{a+2}(v)V_{0}(w)V_{-1}(x)V_{-1}(y)V_{0}(z)+V_{a+3}(v)V_{0}(w)V_{-1}(x)V_{-1}(y)V_{-1}(z)+\\+V_{a+2}(v)V_{-1}(w)V_{0}(x)V_{0}(y)V_{0}(z)+V_{a+2}(v)V_{-1}(w)V_{0}(x)V_{0}(y)V_{-1}(z)+\\+V_{a+3}(v)V_{-1}(w)V_{0}(x)V_{-1}(y)V_{0}(z)+V_{a+3}(v)V_{-1}(w)V_{0}(x)V_{-1}(y)V_{-1}(z)+\\+V_{a+3}(v)V_{-1}(w)V_{-1}(x)V_{0}(y)V_{0}(z)+V_{a+3}(v)V_{-1}(w)V_{-1}(x)V_{0}(y)V_{-1}(z)+\\+V_{a+3}(v)V_{-1}(w)V_{-1}(x)V_{-1}(y)V_{0}(z)+V_{a+4}(v)V_{-1}(w)V_{-1}(x)V_{-1}(y)V_{-1}(z)\end{array}}\right)}

Note a sequência binária na base das funções gerais V(y) e V(z): 00, 0(-1), (-1)0, (-1)(-1). O comportamento binário é observado para qualquer 'n'. A base da função geral da esquerda, V(x), altera-se, em cada termo da soma para manter igual a soma das bases iguais à base inicial:
- No caso, para 2 arcos, note que, na base, tem-se:{\displaystyle {\begin{cases}a+0+0=a\\(a+1)+0+(-1)=a\\(a+1)+(-1)+0=a\\(a+2)+(-1)+(-1)=a\end{cases}}}

Exemplos:
1. Cosseno da soma:{\displaystyle {\begin{cases}\cos(a+b)&=&\cos(a)\cos(b)-\operatorname {sen}(a)\operatorname {sen}(b)\iff \\\iff V_{0}(a+b)&=&V_{0}(a)V_{0}(b)+V_{0+1}(a)V_{-1}(b)\iff \\\iff V_{0}(a+b)&=&V_{0}(a)V_{0}(b)+V_{1}(a)V_{-1}(b)\iff \\\iff V_{0}(a+b)&=&V_{0}(a)V_{0}(b)-V_{-1}(a)V_{-1}(b)\end{cases}}}
2. Seno da soma: {\displaystyle {\begin{cases}\operatorname {sen}(a+b)&=&\operatorname {sen}(a)\cos(b)+\cos(a)\operatorname {sen}(b)\iff \\\iff V_{-1}(a+b)&=&V_{-1}(a)V_{0}(b)+V_{-1+1}(a)V_{-1}(b)\iff \\\iff V_{-1}(a+b)&=&V_{-1}(a)V_{0}(b)+V_{0}(a)V_{-1}(b)\end{cases}}}
3. Seno da diferença: {\displaystyle {\begin{cases}\operatorname {sen}(a-b)&=&\operatorname {sen}(a)\cos(b)-\cos(a)\operatorname {sen}(b)\iff \\\iff V_{-1}(a-b)&=&V_{-1}(a)V_{0}(-b)+V_{-1+1}(a)V_{-1}(-b)\iff \\\iff V_{-1}(a-b)&=&V_{-1}(a)V_{0}(b)-V_{0}(a)V_{-1}(b)\end{cases}}}
4. Cosseno da diferença: {\displaystyle {\begin{cases}\cos(a-b)&=&\cos(a)\cos(b)+\operatorname {sen}(a)\operatorname {sen}(b)\iff \\\iff V_{0}(a-b)&=&V_{0}(a)V_{0}(-b)+V_{0+1}(a)V_{-1}(-b)\iff \\\iff V_{0}(a-b)&=&V_{0}(a)V_{0}(-b)+V_{1}(a)V_{-1}(-b)\iff \\\iff V_{0}(a-b)&=&V_{0}(a)V_{0}(b)+V_{-1}(a)V_{-1}(b)\end{cases}}}

#### Soma de arcos defasados com ângulo comum variável
Seja {\displaystyle f(x)} uma função de natureza exponencial (seja real ou complexa).
Exemplos:
- {\displaystyle f(x)=\sum _{i}A_{i}V_{\alpha _{i}}(x-\beta _{i})}
- {\displaystyle f(x)=\sum _{i}A_{i}e^{j(x+\alpha _{i})}+\sum _{i}B_{i}e^{j(-x+\beta _{i})}}
- {\displaystyle f(x)} é um fasor

É válida a seguinte identidade:
{\displaystyle f(x)=f(0)\cdot V_{0}(x)+f'(0)\cdot V_{-1}(x)}

Como a função foi decomposta em soma ponderada de seno e cosseno com ângulo comum variável em função de x, pode-se juntar os dois arcos da seguinte forma:
{\displaystyle AV_{0}(x)+BV_{-1}(x)=\operatorname {sgn}(A){\sqrt {A^{2}+B^{2}}}V_{0}\left(x-\tan ^{-1}{\frac {B}{A}}\right)}

## Fórmulas de arco múltiplo
| Tn é o enésimo Polinômio de Chebyshev                          | {\displaystyle \cos n\theta =T_{n}(\cos \theta )}                                                             |
| Sn é o enésimo polinômio de abertura                           | {\displaystyle \operatorname {sen} ^{2}n\theta =S_{n}(\operatorname {sen} ^{2}\theta )}                       |
| Fórmula de De Moivre, {\displaystyle i} é a unidade imaginária | {\displaystyle \cos n\theta +i\operatorname {sen} n\theta =(\cos(\theta )+i\operatorname {sen}(\theta ))^{n}} |

## Formulas de arco duplo, triplo e metade
É possível obter as funções trigonométricas quando temos um ângulo sendo multiplicado ou divido, conforme as fórmulas da tabela abaixo.
A seguir temos as demonstrações dessas propriedades.
| Fórmulas de arco duplo | Fórmulas de arco duplo | Fórmulas de arco duplo | Fórmulas de arco duplo |
| --- | --- | --- | --- |
| {\displaystyle {\begin{aligned}\operatorname {sen} 2\theta &=2\operatorname {sen} \theta \cos \theta \ \\&={\frac {2\tan \theta }{1+\tan ^{2}\theta }}\end{aligned}}} | {\displaystyle {\begin{aligned}\cos 2\theta &=\cos ^{2}\theta -\operatorname {sen} ^{2}\theta \\&=2\cos ^{2}\theta -1\\&=1-2\operatorname {sen} ^{2}\theta \\&={\frac {1-\tan ^{2}\theta }{1+\tan ^{2}\theta }}\end{aligned}}} | {\displaystyle \tan 2\theta ={\frac {2\tan \theta }{1-\tan ^{2}\theta }}} | {\displaystyle \cot 2\theta ={\frac {\cot ^{2}\theta -1}{2\cot \theta }}} |
| Fórmulas de arco triplo | | | |
| {\displaystyle {\begin{aligned}\operatorname {sen} 3\theta &=3\cos ^{2}\theta \operatorname {sen} \theta -\operatorname {sen} ^{3}\theta \\&=3\operatorname {sen} \theta -4\operatorname {sen} ^{3}\theta \end{aligned}}} | {\displaystyle {\begin{aligned}\cos 3\theta &=\cos ^{3}\theta -3\operatorname {sen} ^{2}\theta \cos \theta \\&=4\cos ^{3}\theta -3\cos \theta \end{aligned}}} | {\displaystyle \tan 3\theta ={\frac {3\tan \theta -\tan ^{3}\theta }{1-3\tan ^{2}\theta }}} | {\displaystyle \cot 3\theta ={\frac {3\cot \theta -\cot ^{3}\theta }{1-3\cot ^{2}\theta }}} |
| Fórmulas de arco metade | | | |
| {\displaystyle {\begin{aligned}&\operatorname {sen} {\frac {\theta }{2}}=\operatorname {sgn} \!\!\left(\!\!2\pi \!-\!\theta \!+\!4\pi \!\left\lfloor \!{\frac {\theta }{4\pi }}\!\right\rfloor \!\right)\!\!{\sqrt {\frac {1\!-\!\cos \theta }{2}}}\\\\&\left(\mathrm {ou} \,\,\operatorname {sen} ^{2}{\frac {\theta }{2}}={\frac {1-\cos \theta }{2}}\right)\end{aligned}}} | {\displaystyle {\begin{aligned}&\cos {\frac {\theta }{2}}=\operatorname {sgn} \!\!\left(\!\!\pi \!+\!\theta \!+\!4\pi \!\left\lfloor \!{\frac {\pi \!-\!\theta }{4\pi }}\!\right\rfloor \!\right)\!\!{\sqrt {\frac {1+\cos \theta }{2}}}\\\\&\left(\mathrm {ou} \,\,\cos ^{2}{\frac {\theta }{2}}={\frac {1+\cos \theta }{2}}\right)\end{aligned}}} | {\displaystyle {\begin{aligned}\tan {\frac {\theta }{2}}&=\csc \theta -\cot \theta \\&=\pm \,{\sqrt {1-\cos \theta \over 1+\cos \theta }}\\[8pt]&={\frac {\operatorname {sen} \theta }{1+\cos \theta }}\\[8pt]&={\frac {1-\cos \theta }{\operatorname {sen} \theta }}\\[10pt]\tan {\frac {\eta +\theta }{2}}&={\frac {\operatorname {sen} \eta +\operatorname {sen} \theta }{\cos \eta +\cos \theta }}\\[8pt]\tan \left({\frac {\theta }{2}}+{\frac {\pi }{4}}\right)&=\sec \theta +\tan \theta \\[8pt]{\sqrt {\frac {1-\operatorname {sen} \theta }{1+\operatorname {sen} \theta }}}&={\frac {1-\tan(\theta /2)}{1+\tan(\theta /2)}}\\[8pt]\tan {\tfrac {1}{2}}\theta &={\frac {\tan \theta }{1+{\sqrt {1+\tan ^{2}\theta }}}}\\&{\mbox{para}}\quad \theta \in \left(-{\tfrac {\pi }{2}},{\tfrac {\pi }{2}}\right)\end{aligned}}} | {\displaystyle {\begin{aligned}\cot {\frac {\theta }{2}}&=\csc \theta +\cot \theta \\&=\pm \,{\sqrt {1+\cos \theta \over 1-\cos \theta }}\\[8pt]&={\frac {\operatorname {sen} \theta }{1-\cos \theta }}\\[8pt]&={\frac {1+\cos \theta }{\operatorname {sen} \theta }}\end{aligned}}} |

### Fórmulas da duplicação de ângulos

#### Seno do dobro
Para calcular o seno de um arco do tipo {\displaystyle 2.{\text{a}}} utiliza-se a fórmula:
{\displaystyle \operatorname {sen}(2{\text{a}})=2.\operatorname {sen} {\text{a}}.\cos {\text{a}}}
Demonstração:
Seja  {\displaystyle \operatorname {sen}(2.{\text{a}})=\operatorname {sen}({\text{a}}+{\text{a}}),} podemos aplicar a fórmula do seno da soma, de modo que:
{\displaystyle \operatorname {sen}({\text{a}}+{\text{a}})=\operatorname {sen} {\text{a}}.\cos {\text{a}}+\operatorname {sen} {\text{a}}.\cos {\text{a}}}
Logo:
{\displaystyle \operatorname {sen}(2{\text{a}})=2.\operatorname {sen} {\text{a}}.\cos {\text{a}}}

#### Cosseno do dobro
Para calcular o cosseno de um arco do tipo {\displaystyle 2.{\text{a}}} pode-se utilizar as seguintes fórmulas:
- - {\displaystyle \cos(2{\text{a}})=\cos ^{2}{\text{a}}-\operatorname {sen} ^{2}{\text{a}}}

Demonstração:
Seja  {\displaystyle \cos(2.{\text{a}})=\cos({\text{a}}+{\text{a}})} podemos aplicar a fórmula do cosseno da soma para obter:
{\displaystyle \cos({\text{a}}+{\text{a}})=\cos {\text{a}}.\cos {a}-\operatorname {sen} {\text{a}}.\operatorname {sen} {\text{a}}}
Logo:
{\displaystyle \cos(2{\text{a}})=\cos ^{2}{\text{a}}-\operatorname {sen} ^{2}{\text{a}}}
- - {\displaystyle \cos(2{\text{a}})=2.\cos ^{2}{\text{a}}-1}

Demonstração:
Seja a relação fundamental  {\displaystyle \cos ^{2}{\text{a}}+\operatorname {sen} ^{2}{\text{a}}=1,} já demonstrada, temos que  {\displaystyle \operatorname {sen} ^{2}{\text{a}}=1-\cos ^{2}{\text{a}}}
Aplicando-se essa relação na fórmula demonstrada acima temos:
{\displaystyle \cos(2{\text{a}})=\cos ^{2}{\text{a}}-(1-\cos ^{2}{\text{a}})=\cos ^{2}{\text{a}}-1+\cos ^{2}{\text{a}}}
Logo:
{\displaystyle \cos(2{\text{a}})=2.\cos ^{2}{\text{a}}-1}
- - {\displaystyle \cos(2{\text{a}})=1-2.\operatorname {sen} ^{2}{\text{a}}}

Demonstração
Seja a relação fundamental  {\displaystyle \cos ^{2}{\text{a}}+\operatorname {sen} ^{2}{\text{a}}=1,} temos que  {\displaystyle \cos ^{2}{\text{a}}=1-\operatorname {sen} ^{2}{\text{a}}}
Ao aplicarmos isso na fórmula {\displaystyle \cos(2{\text{a}})=\cos ^{2}{\text{a}}-\operatorname {sen} ^{2}{\text{a}},} temos:
{\displaystyle \cos(2{\text{a}})=1-\operatorname {sen} ^{2}{\text{a}}-\operatorname {sen} ^{2}{\text{a}}}
Logo:
{\displaystyle \cos(2{\text{a}})=1-2.\operatorname {sen} ^{2}{\text{a}}}

#### Tangente do dobro
Para calcular a tangente de um arco do tipo {\displaystyle 2.{\text{a}}} pode-se utilizar a seguinte fórmula:
{\displaystyle \tan(2{\text{a}})={\frac {2.\tan {\text{a}}}{1-\tan {\text{a}}}}}
Demonstração:
Seja  {\displaystyle \tan(2.{\text{a}})=\tan({\text{a}}+{\text{a}}),} podemos aplicar a fórmula da tangente da soma:
{\displaystyle \tan({\text{a}}+{\text{a}})={\frac {\tan {\text{a}}+\tan {\text{a}}}{1-\tan {\text{a}}.\tan {\text{a}}}}}
Logo:
{\displaystyle \tan(2{\text{a}})={\frac {2.\tan {\text{a}}}{1-\tan ^{2}{\text{a}}}}}

### Fórmulas da divisão do ângulo em dois

#### Seno da divisão
Para calcular o seno da metade de um arco, utiliza-se a seguinte fórmula:
{\displaystyle \operatorname {sen} \left({\frac {\text{a}}{2}}\right)=\pm {\sqrt {\frac {1-\cos {\text{a}}}{2}}}}
Demonstração:
Sabendo que {\displaystyle \cos(2.{\text{x}})=1-2.\operatorname {sen} ^{2}{\text{x}},} podemos definir  {\displaystyle x={\frac {\text{a}}{2}}}  de modo a reescrever:
{\displaystyle \cos({\text{a}})=1-2.\operatorname {sen} ^{2}\left({\frac {\text{a}}{2}}\right)}
Logo, isolando {\displaystyle \operatorname {sen} \left({\frac {\text{a}}{2}}\right)} temos:
{\displaystyle \operatorname {sen} \left({\frac {\text{a}}{2}}\right)=\pm {\sqrt {\frac {1-\cos {\text{a}}}{2}}}}

#### Cosseno da divisão
Para calcular o cosseno da metade de um arco, utiliza-se a seguinte fórmula:
{\displaystyle \cos \left({\frac {\text{a}}{2}}\right)=\pm {\sqrt {\frac {\cos {\text{a}}+1}{2}}}}
Demonstração:
Sabendo que  {\displaystyle \cos(2{\text{x}})=2.\cos ^{2}{\text{x}}-1} podemos definir {\displaystyle x={\frac {\text{a}}{2}},} de modo a reescrever:
{\displaystyle \cos {\text{a}}=2.\cos ^{2}\left({\frac {\text{a}}{2}}\right)-1}
Portanto, isolando {\displaystyle \cos \left({\frac {\text{a}}{2}}\right)} temos:
{\displaystyle \cos \left({\frac {\text{a}}{2}}\right)=\pm {\sqrt {\frac {\cos {\text{a}}+1}{2}}}}

#### Tangente da divisão
Para calcular a tangente da metade de um arco, utiliza-se a fórmula:
{\displaystyle \tan \left({\frac {\text{a}}{2}}\right)=\pm {\sqrt {\frac {1-\cos {\text{a}}}{1+\cos {\text{a}}}}}}
Demonstração:
Para demonstrar essa fórmula utilizaremos as duas fórmulas demonstradas acima, da seguinte forma:
{\displaystyle \tan \left({\frac {\text{a}}{2}}\right)={\frac {\operatorname {sen} \left({\frac {\text{a}}{2}}\right)}{\cos \left({\frac {\text{a}}{2}}\right)}}={\frac {\pm {\sqrt {\frac {1-\cos {\text{a}}}{2}}}}{\pm {\sqrt {\frac {\cos {\text{a}}+1}{2}}}}}=\pm {\sqrt {\frac {\frac {1-\cos {\text{a}}}{2}}{\frac {\cos {\text{a}}+1}{2}}}}=\pm {\sqrt {{\frac {1-\cos {\text{a}}}{2}}.{\frac {2}{\cos {\text{a}}+1}}}}}
Logo:
{\displaystyle \tan \left({\frac {\text{a}}{2}}\right)=\pm {\sqrt {\frac {1-\cos {\text{a}}}{1+\cos {\text{a}}}}}}
Note que, para esses três casos, {\displaystyle \pm } significa que pode haver qualquer dos dois sinais, dependendo do valor de {\displaystyle A/2.}

## Fórmulas de redução de potências
Resolve-se com as fórmulas de duplo ângulo, isolando-se: {\displaystyle \cos ^{2}\theta \,{\text{e}}\operatorname {sen} ^{2}\theta \,{\text{.}}}
{\displaystyle \cos ^{2}\theta =\left({\frac {1+\cos(2\theta )}{2}}\right)}
{\displaystyle \operatorname {sen} ^{2}\theta =\left({\frac {1-\cos(2\theta )}{2}}\right)}

## Produto para soma e soma para produto
Os produtos para somas e somas para produto podem ser provados por meio de substituições nos teoremas de adição.
| Produto para soma |
| --- |
| {\displaystyle \cos \theta \cos \varphi ={\cos(\theta -\varphi )+\cos(\theta +\varphi ) \over 2}}                                              |
| {\displaystyle \operatorname {sen} \theta \operatorname {sen} \varphi ={\cos(\theta -\varphi )-\cos(\theta +\varphi ) \over 2}}                |
| {\displaystyle \operatorname {sen} \theta \cos \varphi ={\operatorname {sen}(\theta +\varphi )+\operatorname {sen}(\theta -\varphi ) \over 2}} |
| {\displaystyle \cos \theta \operatorname {sen} \varphi ={\operatorname {sen}(\theta +\varphi )-\operatorname {sen}(\theta -\varphi ) \over 2}} |

| Soma para produto |
| --- |
| {\displaystyle \operatorname {sen} \theta \pm \operatorname {sen} \varphi =2\operatorname {sen} \left({\frac {\theta \pm \varphi }{2}}\right)\cos \left({\frac {\theta \mp \varphi }{2}}\right)} |
| {\displaystyle \cos \theta +\cos \varphi =2\cos \left({\frac {\theta +\varphi }{2}}\right)\cos \left({\frac {\theta -\varphi }{2}}\right)}                                                       |
| {\displaystyle \cos \theta -\cos \varphi =-2\operatorname {sen} \left({\theta +\varphi \over 2}\right)\operatorname {sen} \left({\theta -\varphi \over 2}\right)}                                |

## Cálculo
Se as funções trigonométricas são definidas geometricamente, então suas derivadas podem ser encontradas primeiramente verificando que {\displaystyle \lim _{\theta \to 0}{\operatorname {sen} \theta }/\theta =1} e então usando a definição por limite da derivada e os teoremas de adição; se eles são definidos por suas Séries de Taylor, então as derivadas podem ser encontradas pela diferenciação das séries de potências termo a termo.
{\displaystyle {\frac {\partial }{\partial \theta }}\operatorname {sen\theta } =\cos \theta }
O restante das funções trigonométricas pode ser diferenciado usando as identidades acima e as regras de diferenciação, por exemplo
{\displaystyle {\frac {\partial }{\partial \theta }}\cos \theta =-\operatorname {sen} \theta }
{\displaystyle {\frac {\partial }{\partial \theta }}\tan \theta =\sec ^{2}\theta }

## Definições exponenciais
| Função                                                                                           | Função inversa                                                                                              |
| ------------------------------------------------------------------------------------------------ | --- |
| {\displaystyle \operatorname {sen} \theta ={\frac {e^{i\theta }-e^{-i\theta }}{2i}}}             | {\displaystyle \operatorname {arcsen} x=-i\ln \left(ix+{\sqrt {1-x^{2}}}\right)}                            |
| {\displaystyle \cos \theta ={\frac {e^{i\theta }+e^{-i\theta }}{2}}}                             | {\displaystyle \arccos x=i\,\ln \left(x-i\,{\sqrt {1-x^{2}}}\right)}                                        |
| {\displaystyle \tan \theta ={\frac {e^{i\theta }-e^{-i\theta }}{i(e^{i\theta }+e^{-i\theta })}}} | {\displaystyle \arctan x={\frac {i}{2}}\ln \left({\frac {i+x}{i-x}}\right)}                                 |
| {\displaystyle \csc \theta ={\frac {2i}{e^{i\theta }-e^{-i\theta }}}}                            | {\displaystyle \operatorname {arccsc} x=-i\ln \left({\tfrac {i}{x}}+{\sqrt {1-{\tfrac {1}{x^{2}}}}}\right)} |
| {\displaystyle \sec \theta ={\frac {2}{e^{i\theta }+e^{-i\theta }}}}                             | {\displaystyle \operatorname {arcsec} x=-i\ln \left({\tfrac {1}{x}}+{\sqrt {1-{\tfrac {i}{x^{2}}}}}\right)} |
| {\displaystyle \cot \theta ={\frac {i(e^{i\theta }+e^{-i\theta })}{e^{i\theta }-e^{-i\theta }}}} | {\displaystyle \operatorname {arccot} x={\frac {i}{2}}\ln \left({\frac {x-i}{x+i}}\right)}                  |
|                                                                                                  | |
| {\displaystyle \operatorname {cis} \,\theta =e^{i\theta }}                                       | {\displaystyle \operatorname {arccis} \,x={\frac {\ln x}{i}}=-i\ln x}                                       |